# Bayern Monachium
Bayern Monachium (niem. Bayern München) właśc., Fußball-Club Bayern München e. V. – niemiecki klub sportowy z siedzibą w Monachium przy Säbener Straße w Bawarii. 34 razy zdobył tytuł Mistrza Niemiec (w tym 33 w rozgrywanych od sezonu 1963/64 Bundesligi), 20 razy wygrał Puchar Niemiec. Ponadto w rozgrywkach europejskich trzykrotnie triumfował w Lidze Mistrzów i trzykrotnie (przed utworzeniem Ligi Mistrzów w 1992 roku) w Pucharze Europy Mistrzów Klubowych, dwukrotnie wygrywał Superpuchar Europy oraz po jednym razie wygrał Puchar Zdobywców Pucharów, Puchar UEFA. Dwa razy wygrał także Klubowe Mistrzostwa Świata. Czyni to Bayern jednym z nielicznych klubów, który triumfował we wszystkich możliwych turniejach rozgrywanych w Europiebrak przypisu, najbardziej utytułowanym niemieckim klubem piłkarskim i jednym z najbardziej utytułowanych w historii piłki nożnej.
Klub został założony w 1900 przez jedenastu piłkarzy pod przewodnictwem Franza Johna. Pomimo iż Bayern zdobył swoje pierwsze mistrzostwo w 1932 roku, klub nie został wybrany do powstałej w 1963 nowej Bundesligi (w jego miejsce wszedł TSV 1860 Monachium). Czasy największych sukcesów przypadły na połowę lat 70., gdy zespół z Franzem Beckenbauerem jako kapitanem oraz Karlem-Heinzem Rummenigge i Seppem Meierem trzy razy z rzędu wygrywał Puchar Europy (1974–76).
Od początku sezonu 2005/06 Bayern rozgrywa mecze w roli gospodarza na stadionie Allianz Arena. Wcześniej przez 33 lata zespół występował na Stadionie Olimpijskim. Barwami klubu są czerwień i biel, zaś na herbie znajdują się też barwy Bawarii.
Bayern obecnie zrzesza 290 000 członków. Istnieje również 4000 zarejestrowanych fanklubów zrzeszających około 314 000 fanów. Klub posiada sekcje zajmujące się szachami, piłką ręczną, koszykówką, gimnastyką, kręglami, tenisem stołowym, sędziowaniem sportowym oraz seniorską piłką nożną i zrzeszają one w sumie ok. 1100 zawodników.
Głównym sponsorem klubu jest obecnie Deutsche Telekom.

## Historia

### 1900–1945
Klub został założony w lutym 1900 roku za sprawą berlińczyka Franza Johna, i jedenastu innych piłkarzy, którzy po konflikcie z włodarzami odeszli z klubu MTV 1879 Monachium. Drużyna zaczęła się wzbogacać w 1907 r., kiedy Bayern przeniósł się do nowej siedziby, na Leopoldstrasse w Monachium. Ich historycznym pierwszym osiągnięciem było wygranie z klubami z Monachium i zajęcie najwyższego miejsca w mieście, ale na większy sukces czekali do 1910 r., gdy wygrali mistrzostwa wschodniego regionu. W następnym roku Bayern obronił tytuł. W tamtym okresie mieli już reprezentanta. Był nim Max Gaberl Gablonsky, który zadebiutował w przegranym przez Niemcy meczu 0:3 z Belgią. Wkrótce nastąpił szybki rozwój klubu. W 1920 r. Bayern miał już 700 członków i stał się tym, czym jest do dzisiaj – największym klubem w Monachium. W 1926 r. drużyna wygrała mistrzostwa południowych Niemiec, a w 1932 r. zdobyła swój pierwszy tytuł mistrzowski. Trenerem, organizatorem i menedżerem był wtedy Richard Kohn. Bayern stał się popularny w Niemczech. Wybuch II wojny światowej odwrócił jednak uwagę od piłki nożnej.

### 1945–1967
Po wojnie niemiecka piłka wymagała rekonstrukcji i odbudowy. W 1954 drużyna narodowa pod wodzą Seppa Herbergera zdobyła swój pierwszy tytuł mistrza świata, dość niespodziewanie pokonując w finale Węgry 3:2. W kadrze grał wtedy kapitan Bayernu Jakob Streitle, ale finał przesiedział na ławce rezerwowych, patrząc jak Fritz Walter i reszta drużyny pokonuje zespół węgierski. Minęło jeszcze trochę czasu, zanim w drużynie narodowej czołowe miejsca zajęli piłkarze Bayernu. Sytuacja nie zmienia się nawet po zdobyciu przez monachijską drużynę Pucharu Niemiec w 1957 r. Następnie nastąpił okres bez sukcesów. Wielki zawód spotkał Bawarczyków, kiedy nie zostali dopuszczeni w 1963 do nowo powstałej Bundesligi. Ale już po dwóch latach Bayern pod wodzą Tschika Cajkovskiego wkroczył w okres dobrobytu, w którym rozwinęły się talenty takich graczy, jak Franz Beckenbauer, Sepp Maier czy Gerd Müller. Pierwszy sezon w Bundeslidze Bawarczycy zakończyli na trzecim miejscu. Beckenbauer i Maier trafili do drużyny narodowej, która wywalczyła srebro na Mistrzostwach Świata w 1966. W 1967 Bayern zdobył swój pierwszy tytuł w Europie. Pokonując po dogrywce Rangers F.C. 1:0 zdobył Puchar Zdobywców Pucharów, a zwycięskiego gola zdobył „Bulle” Roth w 109 minucie.

### 1968–1976

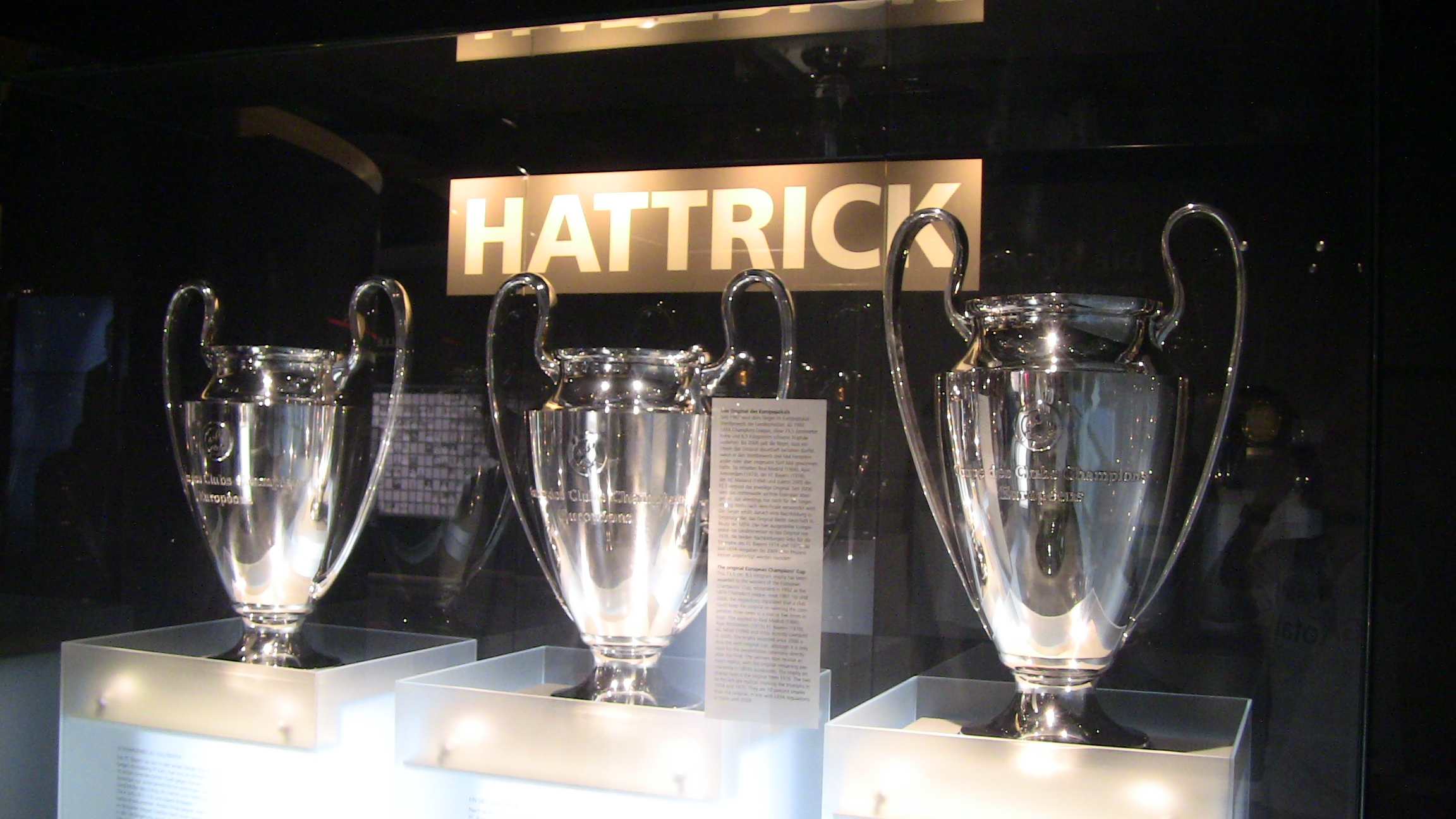
Trzy Puchary Europy, które Bayern wygrywał w latach 1974–1976

W 1968 nastąpiła przebudowa. Branko Zebec zmienił Cajkovskiego i wprowadził do drużyny kilka zakazów, mających na celu polepszenie gry piłkarzy. To nie mogło skończyć się dobrze, jednak kibice nie mieli powodu do narzekania. Tym razem Bayernowi udało się wygrać Mistrzostwo kraju i Puchar Niemiec. W międzyczasie w Bundeslidze pojawiła się Borussia Mönchengladbach, która w 1970 i w 1971 odebrała tytuł mistrza Bayernowi.

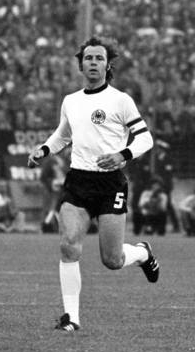
Franz Beckenbauer – jeden z najlepszych piłkarzy w historii Bayernu w barwach reprezentacji Niemiec

W 1972, już na nowym obiekcie monachijczycy mieli powody do świętowania. Strzelający wówczas dla Bayernu bramki Gerd Müller ustanowił rekord niepobity przez następne 49 lat. Zdobył 40 bramek w sezonie, a stosunek goli jego drużyny w ostatniej kolejce wyniósł 55:13, co również jest rekordem (wówczas za wygrany mecz otrzymywano 2 pkt.). Drużyna FCB oprócz mistrzostwa zdobyła jeszcze (w wygranym 2:1 meczu przeciwko 1. FC Köln) Puchar Niemiec. Trenerem w tym zwycięskim sezonie był Udo Lattek.
W następnych latach Bayern zdobył kolejne 2 trofea mistrza Niemiec oraz, co najważniejsze, wygrał Puchar Europy Mistrzów Krajowych. Po przebyciu długiej drogi Monachijczycy spotkali w finale Atletico Madryt. Wtedy w ostatnich minutach meczu „Katsche” Schwarzenbeck wyrównał wynik na 1:1, zapewniając Bayernowi drugą szansę w meczu rewanżowym, w Brukseli, gdzie FCB wygrał 4:0 (po dwie bramki strzelili Uli Hoeness i Gerd Müller).
W tym samym roku (1974) niemiecka reprezentacja wygrała 2:1 z Holandią finał MŚ. W składzie było aż sześciu Bawarczyków (Maier, Beckenbauer, Schwarzenbeck, Breitner, Hoeness i Müller), z których Breitner (karny) i Müller strzelili gole.
W 1975 Bayern powtórzył swój sukces. W wygranym 2:0 (Roth, Müller) meczu z Leeds w Paryżu FCB triumfował w Pucharze Mistrzów. W następnym sezonie klub z Monachium ponownie zwyciężył europejski Puchar (1:0 przeciwko AS Saint-Étienne w Glasgow, bramkę strzelił Roth). Dodatkowo Bayern w tym roku zdobył Puchar Świata (0:0 i 2:0 z Belo Horizonte). W tych udanych latach drużyną kierował Dettmar Cramer.

### 1977–1990
1977 był rokiem przemian, zarazem rokiem bez tytułów. Beckenbauer, a rok później Müller wyjechali do USA kontynuować grę w tamtejszej lidze. W 1979 Uli Hoeness został menedżerem zespołu w wieku zaledwie 27 lat. Nowym trenerem został Pal Csernai, a prezydentem Willi O. Hoffman. Nastąpił lepszy okres w dziejach klubu. W 1980 Breitner i młody Rummenigge poprowadzili Bawarczyków do pierwszego od 6 lat mistrzostwa. W 1981 Bayern ponownie wygrał ligę i doszedł do finału Pucharu Mistrzów, gdzie jednak lepsza okazała się Aston Villa, wygrywając 1:0. W tym samym roku Niemcy przegrali finał Mistrzostw Świata z Włochami 1:3. Bramkę dla Niemców zdobył Breitner i jest on jedynym piłkarzem niemieckim, który celnie strzelił do siatki w dwóch finałach Mistrzostw Świata. W 1983 r. powrócił Udo Lattek; rok później Bayern zdobył Puchar Niemiec, pokonując po rzutach karnych Borussię Mönchengladbach. Lothar Matthäus strzelił w tym finale swojego ostatniego gola dla Borussii przed transferem do Monachium. Niedługo potem Rummenigge przeszedł do Interu Mediolan za rekordową wówczas sumę 11 milionów marek. W następnym roku Bayern ponownie zwyciężył w lidze. W 1987 doszedł do finału Pucharu Mistrzów, ale tak jak przed pięcioma laty przegrał, tym razem z FC Porto 1:2. W 1988 drużynę przejął Jupp Heynckes. Zbudował nowy zespół w oparciu o takich graczy, jak Matthäus, Bremhe, Eder, Hughes, Pfaff. W 1989 i 1990 zdobył mistrzostwo Niemiec, ale pozostawał nadal bez sukcesu w najważniejszym z europejskich pucharów; w tym samym czasie Niemcy zdobyli Mistrzostwo Świata z aż sześcioma graczami Bayernu w składzie.

### 1991–1999
Heynckes opuścił zespół w sezonie 91/92, a zastąpił go Søren Lerby. Ten jednak, nie odnosząc sukcesów, został wkrótce zastąpiony przez Ericha Ribbecka; Karl-Heinz Rummenigge i Franz Beckenbauer zostali wiceprezydentami klubu. W sezonie 93/94 Beckenbauer zastąpił pechowego Ribbecka i zdobył mistrzostwo kraju. Następnie zespół przejął Giovanni Trapattoni; Włoch, niezwykle popularny wśród graczy i w mediach, nie przyniósł oczekiwanych sukcesów. Doprowadził drużynę do półfinału Ligi Mistrzów (porażka z Ajaksem Amsterdam), ale w lidze zajął zaledwie 6. miejsce. Trapattoniego zastąpił Otto Rehhagel, który przyprowadził do zespołu kilku graczy, takich jak Klinsmann czy Sforza. On jednak też nie osiągnął zadowalających wyników i tymczasowo zastąpił go Beckenbauer. Po dramatycznym półfinale (2:2 w Monachium i 2:1 na Camp Nou) z Barceloną Bayern pod wodzą Cesarza sięgnął po Puchar UEFA, pokonując w finałowym dwumeczu Girondins Bordeaux (2:0 i 3:1). Po krótkim epizodzie trenerskim Beckenbauera do klubu powrócił Trapattoni. Dwa lata i dwa tytuły: mistrzostwo 1997 i Puchar Niemiec 1998. W 1998 Trapattoniego zastąpił utytułowany Ottmar Hitzfeld. Zdobył kolejne mistrzostwo Niemiec, a Puchar Mistrzów był niezwykle blisko. Po dramatycznej końcówce finału wygrał Manchester United F.C. 2:1 (2 gole Anglików po 90 minucie – Sheringham i Solskjaer), w tym samym roku Puchar Niemiec też był blisko, jednak dopiero po rzutach karnych wygrał Werder Brema.

### 2000–2004

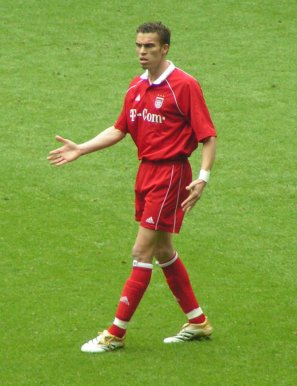
Valérien Ismaël w stroju domowym zespołu „Dumy Bawarii”

W 2000 r. Bayern sięgnął po mistrzostwo kraju i zdobył również Puchar Niemiec. W 2001 r. Bawarczycy pokonali w finałowym meczu LM Valencię w rzutach karnych i tym samym osiągnęli to czego nie udało im się 2 lata wcześniej. Rok później monachijski klub zajął 3. miejsce w lidze, za Bayerem Leverkusen i Borussią Dortmund.
W 2003 Bayern zdobył mistrzostwo Niemiec po raz 18. oraz Puchar Niemiec po raz 10. w historii. Królem strzelców ligi, na pożegnanie z klubem, został Brazylijczyk Giovanne Elber (21 bramek, wspólnie z Christiansenem z VfL Bochum).

### 2004–2010

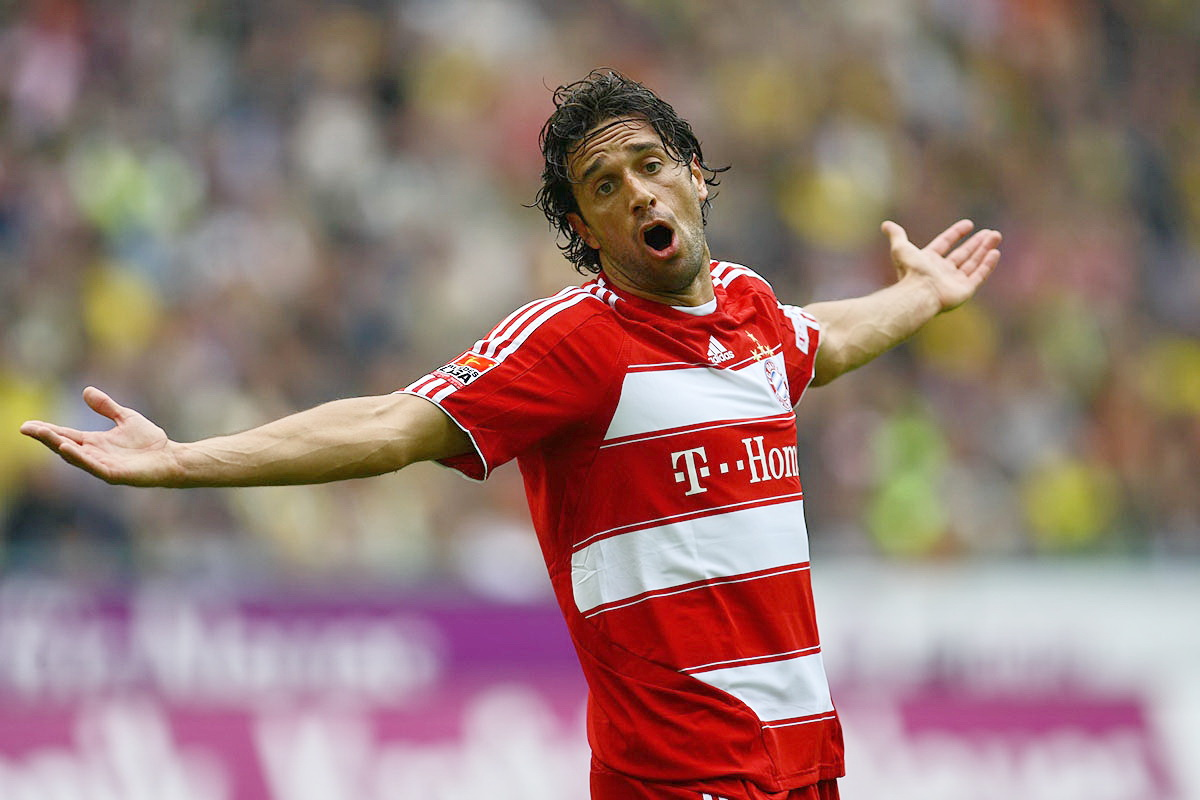
Luca Toni w barwach Bayernu

W 2004 Bayern doszedł do 1/8 finału Ligi Mistrzów gdzie zmierzył się z Realem Madryt. W pierwszym meczu po błędzie Olivera Kahna, który przepuścił strzał z rzutu wolnego Roberto Carlosa padł remis 1:1. Na Santiago Bernabéu lepszy był Real i Bayern pożegnał się z Champions League. W Bundeslidze „Bawarczycy” musieli uznać wyższość Werderu Brema, zajmując ostatecznie 2. miejsce, natomiast z Pucharem Niemiec pożegnali się odpadając z drużyną 2. Bundesligi Alemannią Aachen. Po sezonie z klubem rozstał się Ottmar Hitzfeld, który prowadził Bayern od 1998 r. Nowym trenerem został mianowany Felix Magath, prowadzący wcześniej VfB Stuttgart. Zmieniło się również miejsce rozgrywania meczów: Bayern przeniósł się na Allianz Arenę, zupełnie nowy stadion wybudowany na Mistrzostwa Świata 2006 r. w Niemczech. Na początku dzielił go z innym monachijskim klubem – TSV 1860, jednak latem 2006 r. z powodu kłopotów finansowych „Lwy” odsprzedały swoje udziały.
W sezonach 2003/2004 i 2005/2006 zespół zdobywał dublet, jednak nie osiągał sukcesów w Lidze Mistrzów. Następny sezon okazał się dla bawarskiej drużyny katastrofalny – tylko 4. miejsce w lidze, które nie dawało możliwości wystąpienia w kwalifikacjach do Ligi Mistrzów, oprócz tego zespół nie zdobył żadnego trofeum. Z prowadzeniem drużyny już w trakcie sezonu pożegnał się Magath, a jego miejsce zajął ponownie Ottmar Hitzfeld. Przed sezonem 2007/2008 gruntownie przebudowano drużynę. Do zespołu dołączyło 8 piłkarzy m.in. włoski snajper Luca Toni, gwiazda Bundesligi Miroslav Klose oraz Franck Ribéry. Wzmocnienia te okazały się strzałem w dziesiątkę ponieważ „Bawarczycy” zdobyli w tym sezonie Puchar Ligi, Puchar Niemiec, a także Mistrzostwo Kraju. W Pucharze UEFA osiągnęli półfinał, w którym boleśnie ulegli późniejszemu zdobywcy tytułu – Zenitowi Petersburg, remisując najpierw w Monachium 1:1 i przegrywając 0:4 w Petersburgu. W trakcie sezonu Ottmar Hitzfeld zapowiedział pożegnanie z Bayernem i przyjął propozycję przejęcia reprezentacji Szwajcarii po Mistrzostwach Europy 2008. Nowym trenerem Monachijczyków od 1 lipca 2008 został były piłkarz Bayernu i trener piłkarskiej reprezentacji Niemiec – Jürgen Klinsmann.
27 kwietnia 2009, po przegraniu ligowego meczu ze FC Schalke 04, a także wcześniejszych porażkach z FC Barceloną w Lidze Mistrzów oraz w lidze z VfL Wolfsburg, został zwolniony z posady szkoleniowca Bayernu. Tymczasowym trenerem Bayernu został Jupp Heynckes. 1 lipca 2009 na stanowisku trenera Heynckesa zastąpił Louis van Gaal, były trener Ajaxu, Barcelony i AZ Alkmaar. Nowy szkoleniowiec podpisał z klubem 2-letni kontrakt. 7 kwietnia 2010 Bayern Monachium wyeliminował Manchester United z Ligi Mistrzów i tym samym awansował do półfinału. Pierwszy mecz Bayern wygrał 2-1. Tydzień później na Old Trafford Manchester United wygrał 3-2, ale to Bayern awansował, gdyż strzelił więcej bramek na wyjeździe. W pierwszym półfinałowym meczu Ligi Mistrzów Bayern Monachium pokonał Olympique Lyon 1:0 po bramce Robbena. W drugim meczu półfinałowym Bayern pokonał OL 3-0 po hat tricku Ivicy Olicia i awansował do finału Ligi Mistrzów, gdzie zmierzył się z Interem Mediolan. W ostatniej kolejce Bundesligi w sezonie 2009/2010 Bayern pokonał drużynę Herthy Berlin i zdobył mistrzostwo Niemiec po raz 22. 15 maja Bayern pokonał Werder Brema 4:0 i tym samym zdobył Puchar Niemiec. 22 maja 2010 klub wystąpił w finale Ligi Mistrzów, przegrywając z Interem Mediolan 0:2. Mimo porażki był to najlepszy sezon Bawarczyków od 2001.

### 2011–2012
Na początku 2011 roku, gdy klub pozostawał nadal w rywalizacji Ligi Mistrzów, lecz stało się pewne, że nie zdobędzie mistrzostwa Niemiec poinformowano z wyprzedzeniem czasowym, iż po zakończeniu sezonu zostanie rozwiązany za porozumieniem stron kontrakt trenera van Gaala z Bayernem (rok przed upłynięciem). 25 marca 2011 ogłoszono, że nowym trenerem od 1 lipca 2011 będzie po raz trzeci Jupp Heynckes (wcześniej był w latach 1987–1991 i od kwietnia do czerwca 2009 roku). Z powodu dalszych słabych wyników dnia 10 kwietnia 2011 zdecydowano o natychmiastowym zwolnieniu Louisa van Gaala. Drużynę do końca sezonu prowadził jego dotychczasowy asystent Andries Jonker, zaś Bayern pod jego wodzą ukończył sezon na trzecim miejscu – nie uzyskując tym samym bezpośredniego awansu do Ligi Mistrzów (drużyna zagrała w kwalifikacjach do tych rozgrywek).
Przed sezonem 2011/12 Bayern zakupił: Manuela Neuera, Rafinhę oraz Nilsa Petersena. Pomimo udanego początku sezonu i zajmowania pierwszego miejsca po rundzie jesiennej, Bayern drugi rok z rzędu nie zdobył mistrzowskiej patery. Dotarł do finału Pucharu Niemiec, w którym zagrał z Borussią Dortmund i przegrał 5:2. Bayern wywalczył sobie także drogę do finału Ligi Mistrzów, w którym zagrał z Chelsea, który rozgrywali u siebie. Po raz pierwszy od 1984 roku zdarzyło się aby finał rozgrywek o Puchar Europy odbywał się na stadionie jednego z finalistów rozgrywek. Regulaminowy czas gry i dogrywka doprowadziły do wyniku 1:1, a w rzutach karnych drużyna Chelsea wygrała 4:3.
Po sezonie bez trofeów zarząd dokonał kilku wzmocnień. Do klubu dołączyli: Xherdan Shaqiri, Javier Martínez (najdroższy zawodnik w historii Bayernu), Mario Mandžukić, Dante oraz Claudio Pizarro. 12 sierpnia 2012 w meczu o Superpuchar Niemiec w Monachium na Allianz Arena Bayern pokonał Borussię Dortmund 2:1 po bramkach Mario Mandžukićia i Thomasa Müllera. Dla gości gola strzelił Robert Lewandowski.

### 2013–2015
16 stycznia 2013 klub ogłosił, że zastępcą Juppa Heynckesa na stanowisku trenera będzie Pep Guardiola. 6 kwietnia po zwycięstwie nad Eintrachtem Frankfurt Bayern zapewnił sobie 23. Mistrzostwo Niemiec (było to najszybsze w historii Bundesligi zdobycie mistrzowskiego tytułu bowiem rok później Bayern zdobył mistrzostwo już w marcu; FCB zwyciężyło rozrywki z rekordowym osiągnięciem 91 punktów); Bawarczycy odebrali paterę 11 maja na stadionie Allianz Arena jedną kolejkę przed końcem rozgrywek. W maju po pokonaniu Barcelony w dwumeczu 7:0 Bayern awansował do finału na Wembley, gdzie spotkał się z Borussią Dortmund. Bayern zapewnił sobie Puchar Europy dopiero w 89. minucie po golu Robbena na 2:1. Bayern po raz 5 został mistrzem Europy. W lipcu 2013 roku klub opuścił Mario Gómez, który za 20 mln euro przeniósł się do włoskiej Fiorentiny. Ponadto szeregi Bawarczyków opuścił Anatolij Tymoszczuk, który na zasadzie wolnego transferu powrócił do Zenitu Sankt-Petersburgu. Jeśli chodzi o wzmocnienia to klub pozyskał za 37 mln euro Niemca Mario Götze, oraz za 25 mln euro Hiszpana Thiago Alcântarę. 27 lipca Bayern został pokonany w finale Superpucharu Niemiec 2:4 przez Borussie Dortmund. Dwie bramki dla drużyny zdobył Arjen Robben. Kilka dni później piłkarze Guardioli wygrali turniej „Audi Cup”, eliminując w półfinale São Paulo FC oraz w finale Manchester City.
30 sierpnia 2013 w finale Superpucharu Europy rozegranego w Pradze, Bayern po konkursie rzutów karnych pokonał Chelsea F.C. 5:4, zdobywając to trofeum po raz pierwszy w swojej historii.
21 grudnia 2013 podopieczni Guardioli zdobyli po raz pierwszy w historii klubu Klubowe mistrzostwo świata. „Bawarczycy” wyeliminowali w półfinale Guangzhou (3:0), a w finale wygrali 2:0 z Rają Casablanca.
4 stycznia 2014 klub pozyskał Roberta Lewandowskiego, który podpisał 5-letni kontrakt. Umowa zaczęła obowiązywać od 1 lipca 2014.
25 marca 2014, dzięki wygranej 3:1 na wyjeździe z Herthą Berlin, Bayern wyśrubował kolejny rekord, zapewniając sobie Mistrzostwo Niemiec na 7 kolejek przed końcem ligowego sezonu. Był to 24. tytuł mistrzowski w historii klubu.
29 kwietnia drużyna Guardioli przegrała rewanżowy półfinał w Lidze Mistrzów z Realem Madryt 0:4. Bayern tym samym nie obronił wywalczonego w 2013 roku trofeum w Champions League.
W czasie letniego okienka transferowego w 2014 roku nowymi zawodnikami Bayernu zostali również Xabi Alonso, Medhi Benatia oraz Juan Bernat. Bayern dotarł w sezonie 14/15 do półfinału Ligi Mistrzów, gdzie odpadł przeciwko Barcelonie. Bayern wygrał natomiast Bundesligę w sezonie 14/15 z liczbą 79 punktów.
Latem 2015 z klubem rozstali się m.in.: Bastian Schweinsteiger oraz Dante. Nowymi nabytkami Bayernu zostali natomiast bramkarz VfB Stuttgart, Sven Ulreich, a także tacy zawodnicy jak Douglas Costa, Arturo Vidal, Joshua Kimmich, a także Kingsley Coman (ten ostatni na zasadzie wypożyczenia).

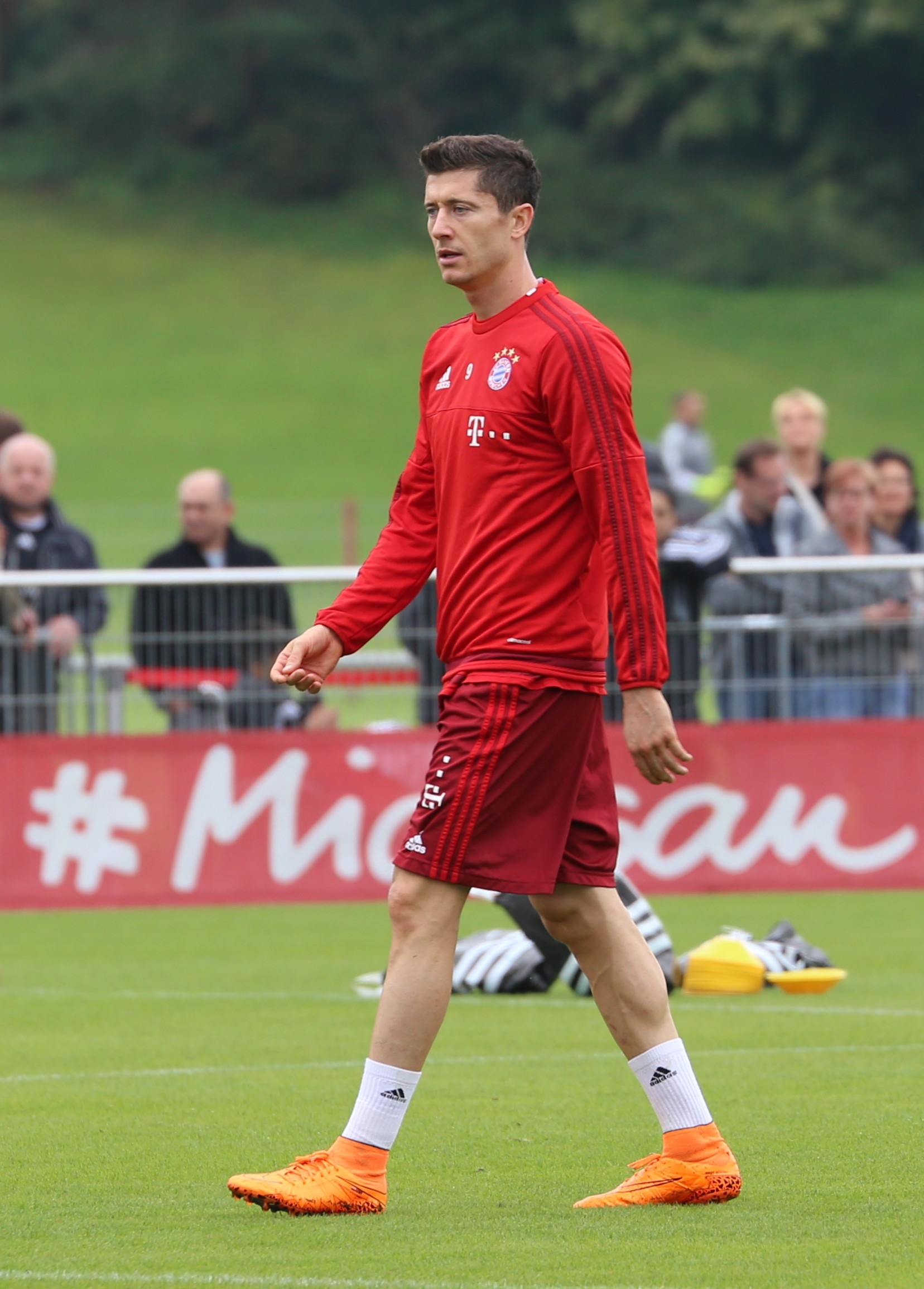
Robert Lewandowski jako jedyny piłkarz w historii Bundesligi strzelił 5 goli wchodząc na boisko z ławki rezerwowych, a także zrobił to rekordowo szybko (9 min). Miało to miejsce 22 września 2015 w wygranym 5:1 meczu Bayernu z Wolfsburgiem.

22 września 2015 roku Bayern Monachium pokonał na własnym boisku zespół ówczesnego wicemistrza Niemiec VfL Wolfsburg 5:1, a wszystkie gole dla Monachijczyków zdobył polski napastnik Robert Lewandowski. Zawodnik Gwiazdy Południa ustanowił przy tym szereg rekordów (najszybszy hattrick, najszybciej strzelone 4 i 5 goli), a także został jedynym piłkarzem w historii Bundesligi, który zdobył 5 goli wchodząc na boisko z ławki rezerwowych.
Bayern Monachium sezon 2015/16 zakończył w podwójnej koronie zdobył mistrzostwo i puchar kraju, zdobył również Superpuchar.

### 2016–2019
Sezon 2016/2017 zaczął się od zmiany szkoleniowca, Hiszpana Pepa Guardiola zastąpił Włoch Carlo Ancelotti. Klub opuścił Mario Götze (Wrócił do Borussii Dortmund). Do Dortmundu trafił również Sebastian Rode.
Medhi Benatia został wypożyczony do Juventus Turyn.
Bayern wzbogacił się o dwóch piłkarzy, najpierw z Benfiki Lizbona trafił Renato Sanches za 35 milionów euro, za taką samą kwotę Bayern odkupił z Borussii Dortmund – Matsa Hummelsa.
W styczniu 2017 Bayern pozyskał dwóch piłkarzy TSG 1899 Hoffenheim: Sebastian Rudy, który przeszedł na zasadzie wolnego transferu i Niklas Süle za 20 milionów euro (plus bonusy). Zawodnicy dołączą do drużyny w lipcu 2017. W lipcu 2017 Bayern wypożyczył Jamesa Rodrigueza z Realu Madryt na dwa lata za 10 mln euro.
5 sierpnia zespół zdobył swój 6 Superpuchar Niemiec pokonując Borussię Dortmund po rzutach karnych 5:4 (po 90 minutach było 2:2). Bramki dla Bayernu strzelili Robert Lewandowski i Łukasz Piszczek (samobój), dla Borussii trafiali Christian Pulisic i Pierre-Emerick Aubameyang. Po porażce w Lidze Mistrzów z Paris Saint-Germain pracę stracił Carlo Ancelotti. Tymczasowym trenerem na jeden mecz został Willy Sagnol. 9 października 2017 po czteroletniej emeryturze na ławkę trenerską wrócił Jupp Heynckes. Pod wodzą klub zaczął wygrywać, odrobił w ligowej tabeli punktową stratę do Borussii Dortmund. Zimą do klubu wrócił za kwotę 13 mln € Sandro Wagner, natomiast na wypożyczeniu do Werderu Brema udał się Marco Friedl. W 29. kolejce zdobył swoje 28.mistrzostwo (6 z rzędu) Niemiec. 14 kwietnia ogłoszono, że po sezonie stanowisko trenera obejmie Niko Kovač. Z Ligi Mistrzów klub odpadł na poziomie półfinału ulegając w dwumeczu (2:3) Realowi Madryt. W Pucharze Niemiec klub dotarł do finału, w którym uznał wyższość Eintrachtowi Frankfurt Niko Kovača (1:3).
Od sezonu 2018/2019 funkcje trenera zaczął pełnić Niko Kovac w pierwszym sezonie zdobył tytuł mistrzowski oraz Puchar Niemiec, jednakże odpadł już w 1/8 Ligi Mistrzów z Liverpoolem.
W 2019, po 12 latach gry z klubem pożegnało się dwóch skrzydłowych Francuz Franck Ribéry oraz Holender Arjen Robben. Klub w tym sezonie opuścił także Rafinha.

### 2019–2022

#### sezon 2019/2020
W letnim okienku transferowym poprzedzającym sezon 2019/2020, Bayern wydał łącznie na transfery prawie 140 mln euro. W tym okienku zakupiono jak dotąd najdroższego zawodnika w historii klubu – za 80 mln euro z Atletico Madryt zakupiony został Lucas Hernandez. Ponadto sprowadzono Benjamina Pavarda (za 35 mln euro ze Stuttgartu), Michaela Cuisance’a (z Borussii Gladbach za 8 mln euro) oraz Fiete Arpa (z HSV za 3 mln euro). Ponadto wypożyczono dwóch zawodników – Ivana Perisić’a (z Interu za opłatą 5 mln euro) oraz Philippe Coutinho (z Barcelony za opłatą 8,5 mln euro). Odeszli natomiast Mats Hummels (sprzedany do Borussii Dortmund za 30,5 mln euro), Renato Sanches (sprzedany do LOSC Lille za 20 mln euro) oraz James Rodriguez, któremu skończyło się wypożyczenie z Realu Madryt.
W pierwszym oficjalnym meczu w sezonie 2019/2020 (3 sierpnia 2019 roku) Bayern Monachium przegrał w Superpucharze Niemiec z Borussią Dortmund 0:2. 12 sierpnia Bayern grał w 1. rundzie Pucharu Niemiec (wygrany mecz 3:1 z Energie Cottbus). 4 dni później rozpoczęli rozgrywki Bundesligi od zremisowanego 2:2 meczu z Herthą Berlin. W Lidze Mistrzów trafili do grupy B, w której zmierzyli się z Crveną Zvezdą, Olimpiakosem i Tottenhamem.
3 listopada, dzień po przegranym meczu z Eintrachtem Frankfurt 1:5 zwolniony został Niko Kovać. Trenował on Bayern przez 490 dni, prowadząc klub w 65 oficjalnych meczach. Zdobył on z zespołem z Monachium Mistrzostwo, Puchar i Superpuchar Niemiec. Funkcję tymczasowego trenera objął jego dotychczasowy asystent – Hansi Flick. Jak się później okazało, tymczasowy trener Bayernu doprowadził rekordowych mistrzów Niemiec do potrójnej korony – wygrali Bundesligę, Puchar Niemiec (w finale pokonując Bayer Leverkusen 4:2) oraz Ligę Mistrzów (w finale pokonując PSG 1:0). Ponadto, Lewandowski zdobył koronę króla strzelców zarówno w Bundeslidze (34 gole), Pucharze Niemiec (6 bramek) oraz Lidze Mistrzów (15 trafień), stając się drugim piłkarzem w historii (obok legendarnego Johana Cruijffa), który zdobył potrójną koronę i w każdych z tych rozgrywek został królem strzelców.

#### sezon 2020/2021
W letnim okienku transferowym sprowadzono przede wszystkim Leroya Sane z Manchesteru City za 45 mln euro. Ponadto, z Espanyolu za 9 mln euro przyszedł Marc Roca oraz z Juventusu (na zasadzie wypożyczenia) sprowadzono Douglasa Costę. Za darmo przyszli: Alexander Nübel (z Schalke 04) oraz Eric Maxim Choupo-Moting (z PSG). Z drużyny młodzieżowej został przeniesiony Jamal Musiala, natomiast z rezerw Joshua Zirzee oraz Chris Richards. Z klubu odeszli natomiast Thiago (do Liverpoolu za 22 mln euro) oraz Philippe Coutinho i Ivan Perisić (obu zakończyło się wypożyczenie).
Bundesligę Bayern rozpoczął od wygranego 8:0 meczu z Schalke 04. 24 września 2020 roku Bayern zdobył pierwsze trofeum w tym sezonie – Superpuchar Europy (po wygranym po dogrywce meczu z Sevillą 2:1). 6 dni później pokonali oni Borussię Dortmund 3:2 w Superpucharze Niemiec. W Lidze Mistrzów trafili do grupy A, gdzie zmierzyli się z Atletico Madryt, Lokomotiwem Moskwa oraz RB Salzburg. 13 stycznia 2021 roku sensacyjnie odpadli z Pucharu Niemiec z drugoligowym Holstein Kiel po rzutach karnych. Był to najgorszy wynik od 21 lat. 8 lutego Bayern wygrał półfinał Klubowych Mistrzostw Świata z Al-Ahly 2:0. 3 dni później pokonali w finale Tigres 1:0. 13 kwietnia 2021 roku po rewanżowym meczu (1:0; w dwumeczu 3:3) Bayern odpadł po dwumeczu z PSG z Ligi Mistrzów na etapie ćwierćfinału. Po meczu Borussia Dortmund – RB Lipsk (3:2), Bayern zdobył swoje 31. mistrzostwo kraju (w tym 30. w erze Bundesligi, co daje możliwość do umieszczenia piątej gwiazdki nad herbem). 22 maja 2021 roku został pobity prawie 50-letni rekord liczby zdobytych bramek w jednym sezonie Bundesligi. Robert Lewandowski zdobywając w meczu z Augsburgiem 41. bramkę w sezonie 2020/21 przegonił Gerda Müllera o jedno trafienie.

#### sezon 2021/2022
W letnim okienku transferowym sprowadzono Dayota Upamecano z drużyny RB Lipsk za 42,5 mln euro. W ostatnich dniach okienka transferowego sprowadzono Marcela Sabitzera (również z drużyny z Saksonii) za 15 mln euro. Za darmo przyszli: Sven Ulreich (z HSV) oraz Omar Richards (z Reading). Z klubu odeszli: David Alaba, Jérôme Boateng oraz Javi Martínez (wszystkim skończyły się kontrakty), natomiast wypożyczono m.in. Alexandra Nübela (do AS Monaco), Joshue Zirkzee (do Anderlechtu) oraz Chrisa Richardsa (do TSG 1899 Hoffenheim). Pierwszym meczem sezonu miał być rozegrany 6 sierpnia mecz 1. rundy Pucharu Niemiec przeciwko Bremer SV (ostatecznie rozegrany został 25 sierpnia; Bayern zwyciężył 12:0, co jest najwyższym wynikiem od 1997 roku, kiedy to Die Roten wygrali 16:1). Został jednak przełożony, przez co pierwszym meczem w sezonie był mecz 1. kolejki Bundesligi przeciwko Borussii Mönchengladbach, który zakończył się wynikiem 1:1. Pierwszym trofeum zdobytym w sezonie 2021/2022 jest Superpuchar Niemiec (wygrana nad Borussią Dortmund 3:1). 26 sierpnia rozlosowano grupy Ligi Mistrzów na sezon 2021/2022. Bayern trafił do grupy E, w której zmierzy się z FC Barceloną, Benficą oraz Dynamem Kijów. Bayern wygrał swoją grupę zdobywając komplet punktów i awansował do 1/8 finału Ligi Mistrzów, w którym w wyniku losowania trafił pierwotnie na Atletico Madryt, a po powtórzeniu losowania na austriacki klub – Red Bull Salzburg. W Bundeslidze, rundę jesienną Bayern zakończył na pozycji lidera, zachowując 9 punktów przewagi nad drugą w tabeli Borussią Dortmund. 16 lutego w pierwszym meczu przeciwko RB Salzburg rozegranym na Red Bull Arena w Salzburgu padł wynik remisowy 1:1, natomiast rewanż, który odbył się 8 marca na Alilanz Arenie, zakończył się rezultatem 7:1 dla Bayernu, w wyniku czego dwumecz z Salzburgiem zakończył się awansem Gwiazdy Południa do ćwierćfinału. 18 marca o godzinie 12:00 w Domu Europejskiej Piłki Nożnej w Szwajcarskim Nyonie odbyło się losowanie 1/4 finału Ligi Mistrzów. Rywalem Bayernu w 1/4 finału Ligi Mistrzów został hiszpański klub Villarreal CF, natomiast w przypadku awansu do półfinału, Die Roten mieli zmierzyć się ze zwycięzcą pary Liverpool-Benfica, dwumecz w ćwierćfinale Ligi Mistrzów zakończył się awansem Villarreal CF, po wyniku 1:0 na Estadio de la Ceramica i 1:1 na Allianz Arena w Monachium. Tym samym Bayern odpadł z Ligi Mistrzów na etapie 1/4 finału.
23 kwietnia 2022 roku Bayern, pokonując Borussie Dortmund 3:1 zdobył 10. z rzędu i 32. w historii tytuł Mistrza Niemiec (31. tytuł zdobywcy Bundesligi), tym samym ustanawiając samodzielny rekord serii mistrzostw krajowych wśród pięciu najlepszych lig Europy. Było to też pierwsze w historii mistrzostwo, które zostało przypieczętowane przez Bayern po bezpośrednim meczu pomiędzy Borussią Dortmund a Bayernem, czyli po tzw. Der Klassikerze. 14 maja 2022 roku Bayern zakończył sezon po remisie 2:2 z klubem VFL Wolfsburg, kończąc sezon z 77 punktami (8 punktów przewagi nad drugą Borussią Dortmund). Robert Lewandowski, napastnik klubu z Bawarii, z wynikiem 35 bramek, zdobył tytuł króla strzelców Bundesligi. Była to jego 7. nagroda dla najlepszego strzelca Bundesligi (5 z rzędu). Po finałowym meczu z Wolfsburgiem Lewandowski ogłosił chęć odejścia z zespołu rekordowego Mistrza Niemiec.
W trakcie sezonu doszło do przedłużeń kontraktów z Kingsleyem Comanem 12 stycznia (nowy kontrakt na 5 lat, do 2027 roku) oraz Thomasem Müllerem 3 maja (nowy kontrakt na 2 lata, do 2024 roku) i Manuelem Neuerem (nowy kontrakt do 2024 roku).
Z klubem z kolei pożegnali się: Corentin Tolisso (nie przedłużono kontraktu), Christian Früchtl (przeszedł bez opłat do Austrii Wiedeń), Ron-Thorben Hoffmann (wolny transfer do Eintrachtu Brunszwik), Lars Lukas Mai (transfer bez opłat do FC Lugano) oraz Marc Roca (transfer do Leeds United za kwotę 12 mln euro).

### 2022–2025

#### sezon 2022/2023
Do sezonu 2022/23 Bayern przystąpił bez obrońcy Niklasa Süle, który 26 stycznia 2022 roku ogłosił chęć odejścia z zespołu Mistrza Niemiec. Transfer do Borussii Dortmund został potwierdzony 7 lutego 2022 roku. Pierwszym ruchem transferowym w lecie 2022 roku Bayernu, był prawy obrońca – Noussair Mazraui. Marokańczyk związał się z ekipą Die Roten do połowy 2026 roku. Transfer obrońcy ogłoszono 24 maja 2022 roku. 13 czerwca 2022 roku ogłoszono drugi transfer, do klubu z Bawarii za opłatą 18,5 mln euro dołączył środkowy pomocnik Ajaxu Amsterdam – Ryan Gravenberch. 22 czerwca z kolei potwierdzono transfer Sadio Mané. Za Senegalczyka Bayern zapłacił Liverpoolowi około 32 mln euro. Kolejnym ruchem transferowym klubu z Monachium było sprowadzenie środkowego obrońcy. 19 lipca 2022 roku ogłoszono, że szeregi Die Roten zasilił Mathijs De Ligt. Kwota transferu Holendra z Juventusu wyniosła 67 mln euro + 10 mln euro w bonusach. Ostatnim wzmocnieniem Bayernu był 17-letni napastnik – Mathys Tel, którego transfer z Rennes za kwotę 20 mln euro +8,5 mln euro w bonusach klub ogłosił 26 lipca 2022 roku. Z klubem po 8 latach pożegnał się Robert Lewandowski, który przeniósł się do FC Barcelony za 45 mln euro, ponadto klub opuścili: Omar Richards – transfer do klubu Nottingham Forest F.C. za kwotę 8mln euro, Joshua Zirkzee – transfer do FC Bolognii za 8,5 mln euro oraz Tanguy Nianzou, za którego Sevilla zapłaciła 16mln euro.
Na wypożyczenie udali się Gabriel Vidovic – wypożyczenie do Vitesse oraz Malik Tillman – wypożyczenie do Rangers F.C. Dnia 30 sierpnia 2022 roku z wypożyczenia do 1. FC Köln odwołany został Bright Arrey-Mbi. Tego samego dnia ogłoszono wypożyczenie Anglika do Hannoveru 96.
Pierwszym trofeum Bayernu w sezonie był Superpuchar Niemiec, który to drużyna Die Roten wygrała w meczu z RB Lipsk, zakończonym wynikiem 5:3. Bramki dla drużyny Mistrza Niemiec zdobywali – Jamal Musiala, Sadio Mane, Benjamin Pavard, Serge Gnabry oraz Leroy Sane, natomiast dla ekipy zdobywców Pucharu Niemiec – Marcel Halstenberg, Chrisopher Nkunku oraz Dani Olmo. Był to 10. tytuł Superpucharu Niemiec wywalczony przez FC Bayern.
Bayern rok 2022 w rozgrywkach Bundesligi zakończył zwycięstwem 2:0 nad Schalke 04 (bramki dla Gwiazdy Południa zdobywali Serge Gnabry i Eric Maxim Choupo-Moting). Po 15. kolejce (ostatniej przed rozpoczęciem Mistrzostw Świata 2022 w Katarze, a więc ostatniej rozgrywanej w 2022 roku) Bayern posiada 4 punkty przewagi nad drugim w tabeli zespołem SC Freiburg. Ekipa Die Roten rundę jesienną zakończyła na 1. miejscu z przewagą 3 punktów nad drugim w tabeli Unionem Berlin. Bayern wygrał sezon 2022/23 Bundesligi dopiero w ostatniej kolejce, po tym jak Borussia Dortmund zremisowała 2:2 z FSV Mainz 05, samemu pokonując 1. FC Köln. Bramkę na wagę mistrzostwa zdobył w 89. minucie meczu Jamal Musiala (wynik 2:1 na korzyść Die Roten). Tym samym Bayern, dzięki lepszemu bilansowi bramek od Borussii Dortmund, po raz 11. z rzędu i 33. w historii został mistrzem Niemiec.
W zimowym okienku transferowym do klubu dołączyli Daley Blind – zawodnik będący wolnym zawodnikiem od czasu rozwiązania kontraktu z Ajaxem Amsterdam z końcem 2022 roku (kontrakt do końca sezonu 2022/23), Yan Sommer w ramach transferu za kwotę 8 mln euro z Borussii Mönchengladbach (kontrakt do końca sezonu 2024/25) oraz João Cancelo w ramach wypożyczenia (z zawartą klauzulą wykupu za kwotę 70mln euro) do końca sezonu 2022/23 z Manchesteru City.
W pierwszej rundzie Pucharu Niemiec, Bayern zagrał z klubem FC Viktoria Köln, z którym wygrał wynikiem 5:0. W drugiej rundzie Die Roten zmierzyli się z FC Augsburg, wygrywając 5:2. W 1/8 finału Pucharu Niemiec Bayern pokonał FSV Mainz 05 wynikiem 4:0. W wyniku losowania, które odbyło się 19 lutego 2023 roku, w ćwierćfinale Pucharu Bayern zmierzył się z SC Freiburg, z którym po przegranej 1:2 odpadł z Pucharu Niemiec na etapie ćwierćfinałów.
W wyniku losowania fazy grupowej Ligi Mistrzów UEFA, Bayern Monachium trafił do grupy z FC Barceloną, Interem Mediolan oraz Viktorią Pilzno. Mistrzowie Niemiec z sezonu 2021/22 rozgrywki fazy grupowej zakończyli z kompletem zwycięstw, pobijając rekord meczów bez porażki w fazie grupowej Ligi Mistrzów UEFA, awansując z pozycji lidera (drugim zespołem w grupie C został Inter Mediolan). W 1/8 finału, w wyniku losowania, które odbyło się w dniu 7 listopada 2022 roku Bayern na etapie 1/8 finału zagrał z francuskim klubem Paris Saint-Germain. Pierwszy mecz rozegrał się na Parc des Princes, który zakończył się zwycięstwem Die Roten 1:0. Rewanż rozegrany na Allianz Arenie zakończył się również zwycięstwem Bayernu, tym razem wynikiem 2:0. W ćwierćfinale drużyna Gwiazdy Południa trafiła na Manchester City. W dwumeczu Bayern przegrał 1:4 i pożegnał się z rozgrywkami na etapie ćwierćfinału.
24 marca 2023 roku doszło do zwolnienia Juliana Nagelsmanna. Jego miejsce zajął Thomas Tuchel. Pod wodzą nowego trenera ekipa Die Roten wywalczyła Mistrzostwo Niemiec.
Pomimo wygrania Bundesligi, z zarządu Bayernu zostali zwolnieni Oliver Kahn oraz Hasan Salihamidzić.

#### sezon 2023/2024
Pierwszym transferem Bayernu na sezon 2023/2024 został Austriacki zawodnik RB Lipsk – Konrad Laimer, który po wygaśnięciu kontraktu z drużyną Lipska dołączył do Bayernu na zasadzie wolnego transferu. Kontrakt austriackiego pomocnika obowiązuje do końca sezonu 2026/27. Drugim Transferem zasilającym szeregi Die Roten był portugalski obrońca Borussii Dortmund – Raphaël Guerreiro, który do Bayernu przyszedł jako wolny zawodnik. Kontrakt obowiązuje do 2026 roku. 18 lipca Bayern pozyskał nowego zawodnika – środkowy obrońca Kim Min-Jae za kwotę 50 mln euro dołączył do zespołu Die Roten. 12 sierpnia 2023 roku ogłoszono oficjalnie pozyskanie Harry’ego Kane’a z Tottenhamu, który stał się najdroższym zawodnikiem w historii zarówno Gwiazdy Południa, jak i całej Bundesligi.
W pierwszym oficjalnym meczu sezonu, Bayern uległ drużynie RB Lipsk 0:3 w meczu o Superpuchar Niemiec. Z kolei mecz 1. kolejki Bundesligi zakończył się zwycięstwem Die Roten z Werderem Brema 4:0.
Rywalizację w Lidze Mistrzów w grupie A Bayern rozpoczął pokonując na Allianz Arenie Manchester United 4:3. Awans z grupy Gwiazda Południa zapewniła sobie po 4. kolejce i zwycięstwie z Galatasaray, natomiast grupę zakończyła z bilansem 5 zwycięstw i 1 remisu. W 1/8 finału Bayern pokonał w dwumeczu Lazio, natomiast w ćwierćfinale Die Roten trafili na Arsenal, który pokonali w dwumeczu 3:2. Rozgrywki w Lidze Mistrzów Bayern zakończył na półfinale przegrywając z Realem Madryt 3:4 w dwumeczu.
W Pucharze Niemiec Bayern odpadł w II rundzie przegrywając 1:2 z III-ligowym 1. FC Saarbrücken.
Sezon 2023/2024 okazał się rozgrywkami, w których zakończona została dominacja Bayernu Monachium w Bundeslidze. Po 11 latach dominacji w najwyższej niemieckiej lidze mistrzem został Bayer 04 Leverkusen. Ostatecznie Die Roten zajęli 3. miejsce w lidze (zostali wyprzedzeni dodatkowo przez VfB Stuttgart).

#### sezon 2024/2025
Na początku nowego sezonu oficjalnie trenerem został Vincent Kompany. Pierwszym transferem Bayernu na sezon 2024/2025 został Japoński piłkarz Hiroki Ito. Za obrońcę VfB Stuttgart zapłacono klauzulę odstępnego wynoszącą 30 mln euro. Później sprowadzono dodatkowo m.in. Michaela Olise (za 53 mln euro) oraz João Palhinhę (za 51 mln euro). Z klubu odeszli natomiast Matthijs de Ligt (za 45 mln euro), Noussair Mazraoui (za 15 mln euro), Malik Tillman (za 12 mln euro), Eric Maxim Choupo-Moting czy Bouna Sarr (obaj za darmo). Pierwszym oficjalnym meczem było spotkanie I rundy DFB Pokal, w którym pokonali SSV Ulm 1846 4:0. Pierwszym meczem ligowym było z kolei zwycięstwo nad VfL Wolfsburg 25 sierpnia 2024 roku. Mecz zakończył się wynikiem 3:2.
W Pucharze Niemiec Bayern dotarł do III rundy przegrywając 0:1 z Bayerem 04 Leverkusen. W Lidze Mistrzów Die Roten zajęli 12. miejsce w zreformowanej fazie grupowej przemianowanej na fazę ligową. W 1/16 pokonali Celtic, natomiast w 1/8 Aptekarzy. Rozgrywki klub z Bawarii zakończył na ćwierćfinale przegrywając w dwumeczu 3:4 z Interem Mediolan. Po roku przerwy Bayern został mistrzem Niemiec zdobywając tytuł na 3 kolejki przed końcem rozgrywek.

## Herb
Herb Bayernu był kilkakrotnie zmieniany. Ten pierwszy był niebieski i składał się ze stylizowanych liter F, C, B, M połączonych w jeden symbol. Według niektórych źródeł barw Bawarii miano użyć po raz pierwszy w 1954, jednak w rzeczywistości pojawiły się one na herbie dopiero w roku 1961.
Obecna wersja herbu wiele razy ewoluowała. Początkowo był tylko jednej barwy, niebieskiej lub czerwonej, zaś od roku 1961 jest on niebieski, czerwony i biały (w różnych, lecz zbliżonych do siebie formach graficznych). Na czerwonym pierścieniu znajduje się biały napis FC Bayern München (w latach 1970–2002 FC Bayern München EV), zaś w centrum herbu umieszczone są bawarskie barwy.

1906-1919
1923-1954
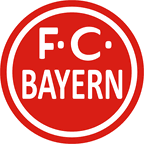
1954-1961
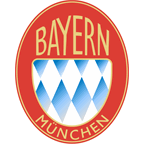
1961-1965
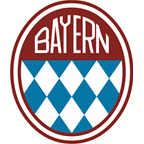
1965-1970
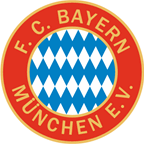
1970-1979
1979-1996
1996-2002
2002-2017

## Stroje
| 1900-1902 | 1902-1906 | 1906-1909 | 1957-1968 | 1968-1969 | 1969-1973 | 1973-1974 | 1974-1991 |

| 1991-1993 | 1993-1995 | 1995-1997 | 1997-1999 | 1999-2001 | 2001-2003 | 2003-2005 | 2005-2006 |

| 2006-2007 | 2007-2009 | 2009-2010 | 2010-2011 | 2011-2013 | 2013-2014 | 2014-2015 | 2015-2016 |

| 2016-2017 | 2017-2018 | 2018 | 2018-2019 | 2019-2020 | 2020-2021 | 2021-2022 |

## Sukcesy
Bayern jest najbardziej utytułowanym niemieckim klubem w historii krajowych rozgrywek, zdobył m.in. największą liczbę tytułów mistrzowskich i najwięcej krajowych pucharów. Klub jest także najbardziej utytułowanym klubem niemieckim w rozgrywkach międzynarodowych i zdobył w sumie 10 europejskich pucharów. Bayern jest jednym z czterech klubów, które zdobyły wszystkie trzy najważniejsze europejskie puchary (do czasu powstania nowego pucharu - Ligi Konferencji UEFA), a także jednym z 3, który zdobył Puchar Europy trzy razy z rzędu.

### Trofea międzynarodowe
| \| \| Zdobyte trofea w rozgrywkach międzynarodowych (stan na: 11-02-2021) \| |                                                                     |      |                                    |
| Rozgrywki                                                                    | Osiągnięcie                                                         | Razy | Sezon(y)                           |
| Klubowe MŚ                                                                   | zdobywca                                                            | 2    | 2013, 2020                         |
| Klubowe MŚ                                                                   | finalista                                                           | –    |                                    |
| Puchar Interkontynentalny                                                    | zdobywca                                                            | 2    | 1976, 2001                         |
| Puchar Interkontynentalny                                                    | finalista                                                           | –    |                                    |
| · Liga Mistrzów · (Puchar Europy)                                            | zdobywca                                                            | 6    | 1974, 1975, 1976, 2001, 2013, 2020 |
| · Liga Mistrzów · (Puchar Europy)                                            | finalista                                                           | 5    | 1982, 1987, 1999, 2010, 2012       |
| · Liga Europy · (Puchar UEFA)                                                | zdobywca                                                            | 1    | 1996                               |
| · Liga Europy · (Puchar UEFA)                                                | finalista                                                           | –    |                                    |
| · Puchar Zdobywców                                                           | zdobywca                                                            | 1    | 1967                               |
| · Puchar Zdobywców                                                           | finalista                                                           | –    |                                    |
| · Superpuchar UEFA                                                           | zdobywca                                                            | 2    | 2013, 2020                         |
| · Superpuchar UEFA                                                           | finalista                                                           | 3    | 1975, 1976, 2001                   |
| FIFA                                                                         | Zdobyte trofea w rozgrywkach międzynarodowych (stan na: 11-02-2021) |      |                                    |

### Trofea krajowe
| \| \| Zdobyte trofea w rozgrywkach Niemiec (stan na: 17-08-2025) \| |                                                            |              | |
| Rozgrywki                                                           | Osiągnięcie                                                | Razy         | Sezon(y) |
| · Mistrzostwo                                                       | I miejsce                                                  | 34* (rekord) | 1932**, 1969, 1972, 1973, 1974, 1980, 1981, 1985, 1986, 1987, 1989, 1990, 1994, 1997, 1999, 2000, 2001, 2003, 2005, 2006, 2008, 2010, 2013, 2014, 2015, 2016, 2017, 2018, 2019, 2020, 2021, 2022, 2023, 2025 |
| · Mistrzostwo                                                       | II miejsce                                                 | 10           | 1970, 1971, 1988, 1991, 1993, 1996, 1998, 2004, 2009, 2012 |
| · Mistrzostwo                                                       | III miejsce                                                | 6            | 1966, 1976, 1982, 2002, 2011, 2024 |
| Puchar                                                              | zdobywca                                                   | 20* (rekord) | 1957, 1966, 1967, 1969, 1971, 1982, 1984, 1986, 1998, 2000, 2003, 2005, 2006, 2008, 2010, 2013, 2014, 2016, 2019, 2020                                                                                       |
| Puchar                                                              | finalista                                                  | 4            | 1985, 1999, 2012, 2018 |
| Superpuchar                                                         | zdobywca                                                   | 11* (rekord) | 1987, 1990, 2010, 2012, 2016, 2017, 2018, 2020, 2021, 2022, 2025 |
| Superpuchar                                                         | finalista                                                  | 7            | 1989, 1994, 2013, 2014, 2015, 2019, 2023 |
| · Puchar Ligi                                                       | zdobywca                                                   | 6* (rekord)  | 1997, 1998, 1999, 2000, 2004, 2007 |
| · Puchar Ligi                                                       | finalista                                                  | 1            | 2006 |
| Regionalliga                                                        | I miejsce                                                  | 1            | 1965 (Süd) |
| Regionalliga                                                        | II miejsce                                                 | 1            | 1964 (Süd) |
| Regionalliga                                                        | III miejsce                                                | –            | |
| 2. Oberliga                                                         | I miejsce                                                  | –            | |
| 2. Oberliga                                                         | II miejsce                                                 | 1            | 1956 (Süd) |
| 2. Oberliga                                                         | III miejsce                                                | –            | |
| Süddeutsche Meisterschaft                                           | I miejsce                                                  | 3            | 1926, 1928, 1932 (Gruppe Südost) |
| Süddeutsche Meisterschaft                                           | II miejsce                                                 | 4            | 1908, 1910, 1911, 1929 |
| Süddeutsche Meisterschaft                                           | III miejsce                                                | 2            | 1930, 1931 |
| Gauliga                                                             | I miejsce                                                  | 1            | 1945 (Südbayern) |
| Gauliga                                                             | II miejsce                                                 | –            | |
| Gauliga                                                             | III miejsce                                                | 4            | 1934, 1936, 1937, 1944 (Südbayern) |
| Süddeutsche Pokal                                                   | zdobywca                                                   | 1            | 1957 |
| Süddeutsche Pokal                                                   | finalista                                                  | –            | – |
| Niemcy                                                              | Zdobyte trofea w rozgrywkach Niemiec (stan na: 17-08-2025) |              | |

### Inne trofea
- Fuji Cup:
  - zdobywca (5x): 1986, 1987, 1988, 1994, 1995
  - finalista (2x): 1993,1996
- Trofeo Santiago Bernabéu:
  - zdobywca (3x): 1979, 1980, 2002
- Trofeo Internacional Ciudad de Terrassa:
  - zdobywca (1x): 1973
- Trofeo Teresa Herrera:
  - zdobywca (1x): 1989
- Trofeo Naranja:
  - zdobywca (1x): 1972
- Trofeo Mohamed V:
  - zdobywca (1x): 1972
  - finalista (1x): 1969
- Trofeo Ciudad de Las Palmas:
  - zdobywca (1x): 1972
- Trofeo Ciudad de Palma:
  - finalista (1x): 2007
- Trofeo 75º Anniversario del Club Athlethic Bilbao:
  - zdobywca (1x): 1973
- Wiener Stadthallenturnier:
  - zdobywca (1x): 1971
- Torneo di Tolosa:
  - zdobywca (1x): 1979
- Opel Master Cup:
  - zdobywca (2x): 1996, 2000
  - finalista (1x): 1997
- IFA Shield:
  - zdobywca (1x): 2005
- Saitama City Cup:
  - zdobywca (1x): 2008
  - finalista (1x): 2006
- Liga Total:
  - zdobywca (1x): 2013
  - finalista (1x): 2010
- Audi Cup:
  - zdobywca (3x): 2009, 2013, 2015
  - finalista (2x): 2011, 2019
- Puchar Franza Beckenbauera:
  - finalista (3x): 2007, 2008, 2010
- Telekom Cup:
  - zdobywca (4x): 2013, 2014, 2017, 2019
- Visit Malta Cup:
  - zdobywca (1x): 2024

## Statystyki

### Ostatnie sezony
| Sezon     | Msc. | M  | Z  | R  | P  | G+  | G− | G +/− | Pkt | Puchar | LE   | LM  |
| --------- | ---- | -- | -- | -- | -- | --- | -- | ----- | --- | ------ | ---- | --- |
| 1992/1993 | 2    | 34 | 18 | 11 | 5  | 74  | 45 | 29    | 47  | 2R     | –    | –   |
| 1993/1994 | 1    | 34 | 17 | 10 | 7  | 68  | 37 | 31    | 44  | 4R     | 1/16 | –   |
| 1994/1995 | 6    | 34 | 15 | 13 | 6  | 55  | 41 | 14    | 43  | 1R     | –    | PF  |
| 1995/1996 | 2    | 34 | 19 | 11 | 4  | 76  | 38 | 38    | 62  | 2R     | Z    | –   |
| 1996/1997 | 1    | 34 | 20 | 11 | 3  | 68  | 34 | 34    | 71  | ĆF     | 1R   | –   |
| 1997/1998 | 2    | 34 | 19 | 11 | 4  | 63  | 39 | 24    | 68  | Z      | –    | ĆF  |
| 1998/1999 | 1    | 34 | 24 | 6  | 4  | 76  | 28 | 48    | 78  | F      | –    | F   |
| 1999/2000 | 1    | 34 | 22 | 7  | 5  | 73  | 28 | 45    | 73  | Z      | –    | PF  |
| 2000/2001 | 1    | 34 | 19 | 6  | 9  | 62  | 37 | 25    | 63  | 2R     | –    | Z   |
| 2001/2002 | 3    | 34 | 20 | 8  | 6  | 62  | 25 | 40    | 68  | PF     | –    | ĆF  |
| 2002/2003 | 1    | 34 | 23 | 6  | 5  | 70  | 25 | 45    | 75  | Z      | –    | 1R  |
| 2003/2004 | 2    | 34 | 20 | 8  | 6  | 70  | 39 | 31    | 68  | ĆF     | –    | 1/8 |
| 2004/2005 | 1    | 34 | 24 | 5  | 5  | 75  | 33 | 42    | 77  | Z      | –    | ĆF  |
| 2005/2006 | 1    | 34 | 22 | 9  | 3  | 67  | 32 | 35    | 75  | Z      | –    | 1/8 |
| 2006/2007 | 4    | 34 | 18 | 6  | 10 | 55  | 40 | 15    | 60  | 3R     | –    | ĆF  |
| 2007/2008 | 1    | 34 | 22 | 10 | 2  | 68  | 21 | 47    | 76  | Z      | PF   | –   |
| 2008/2009 | 2    | 34 | 20 | 7  | 7  | 71  | 42 | 29    | 67  | ĆF     | –    | ĆF  |
| 2009/2010 | 1    | 34 | 20 | 10 | 4  | 72  | 31 | 41    | 70  | Z      | –    | F   |
| 2010/2011 | 3    | 34 | 19 | 8  | 7  | 81  | 40 | 41    | 65  | PF     | –    | 1/8 |
| 2011/2012 | 2    | 34 | 23 | 4  | 7  | 77  | 22 | 55    | 73  | F      | –    | F   |
| 2012/2013 | 1    | 34 | 29 | 4  | 1  | 98  | 18 | 80    | 91  | Z      | –    | Z   |
| 2013/2014 | 1    | 34 | 29 | 3  | 2  | 94  | 23 | 71    | 90  | Z      | –    | PF  |
| 2014/2015 | 1    | 34 | 25 | 4  | 5  | 80  | 18 | 62    | 79  | PF     | –    | PF  |
| 2015/2016 | 1    | 34 | 28 | 4  | 2  | 80  | 17 | 63    | 88  | Z      | –    | PF  |
| 2016/2017 | 1    | 34 | 25 | 7  | 2  | 89  | 22 | 67    | 82  | PF     | –    | ĆF  |
| 2017/2018 | 1    | 34 | 27 | 3  | 4  | 92  | 28 | 64    | 84  | F      | –    | PF  |
| 2018/2019 | 1    | 34 | 24 | 6  | 4  | 88  | 32 | 56    | 78  | Z      | –    | 1/8 |
| 2019/2020 | 1    | 34 | 26 | 4  | 4  | 100 | 32 | 68    | 82  | Z      | –    | Z   |
| 2020/2021 | 1    | 34 | 24 | 6  | 4  | 99  | 44 | 55    | 78  | 2R     | –    | ĆF  |
| 2021/2022 | 1    | 34 | 24 | 5  | 5  | 97  | 37 | 60    | 77  | 2R     | –    | ĆF  |
| 2022/2023 | 1    | 34 | 21 | 8  | 5  | 92  | 38 | 54    | 71  | ĆF     | –    | ĆF  |
| 2023/2024 | 3    | 34 | 23 | 3  | 8  | 94  | 45 | 49    | 72  | 2R     | –    | PF  |
| 2024/2025 | 1    | 34 | 25 | 7  | 2  | 99  | 32 | 67    | 82  | 3R     | –    | ĆF  |

Aktualne na dzień 17 maja 2025

Miejsce = Miejsce w tabeli Bundesligi na koniec sezonu; M = Mecze; Z = Zwycięstwa; R = Remisy; P = Porażki; G+ = Gole zdobyte; G- = Gole stracone; G +/− = Bilans bramkowy; Pkt = Punkty; Puchar = Puchar Niemiec; LE = Liga Europy UEFA; LM = Liga Mistrzów UEFA.

w = Jeszcze uczestniczy; – = Nie uczestniczył; 1R = 1. runda; 2R = 2. runda; 3R = 3. runda; 1/8 = 1/8 finału; ĆF = Ćwierćfinał; PF = Półfinał; F = Finał; Z = Zwycięstwo

## Obiekty

### Stadion

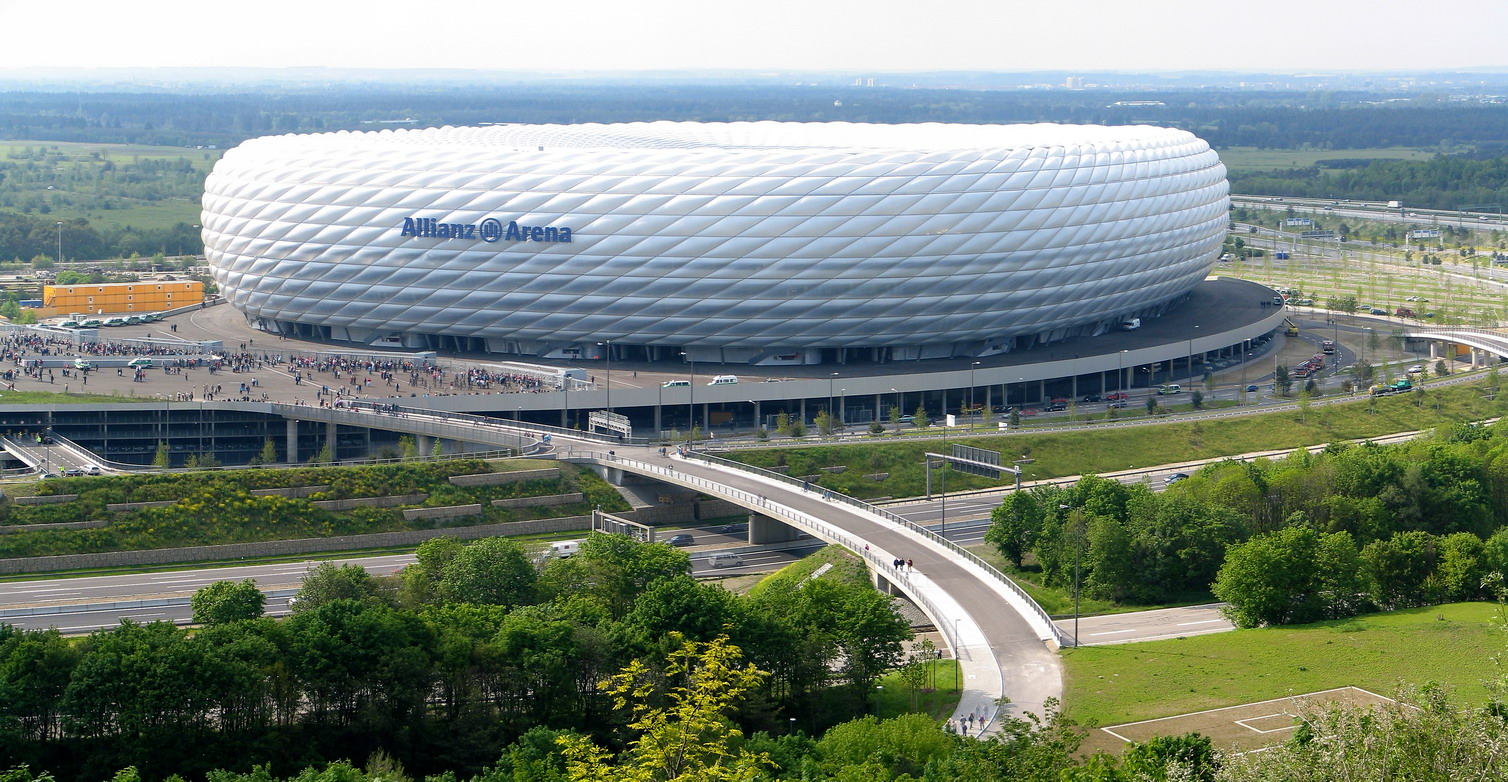
Stadion Allianz Arena

Konstrukcja stadionu Allianz Arena i zastosowane tutaj rozwiązania architektoniczne i techniczne sprawiają, że stadion ten uznawany jest za jeden z najnowocześniejszych sportowych obiektów świata. Całkowita pojemność stadionu wynosi 75 024 miejsc (w tym 13 794 stojących, 2200 dla osobistości, 1374 w loży honorowej i 200 dla niepełnosprawnych). Jest to drugi co do wielkości obiekt piłkarski w Niemczech, po Westfalenstadion (obecnie Signal Iduna Park na mocy umowy sponsorskiej) w Dortmundzie, a przed Stadionem Olimpijskim w Berlinie. Zastosowano tutaj ciekawe rozwiązanie techniczne, które umożliwia zwiększenie pojemności stadionu podczas meczów Bundesligi z 5200 miejsc dolnej kondygnacji południowego i północnego półkola do 6800 miejsc stojących. Osiągnięta dzięki temu większa pojemność równoważy cenę niesprzedanych biletów. Oficjalnie 16 stycznia 2006 r. liczba miejsc została określona na 69 901, czyli dokładnie tyle, ile wynosiła średnia liczba widzów w sezonie 2005/2006. Stadion posiada trzy poziomy trybun i jest skonstruowany tak, że zapewnia doskonałą widoczność z każdego miejsca. Stadion jest wyposażony w nowoczesne nadajniki GSM 900/1800 oraz UMTS. Pod dachem po przeciwległych stronach za bramkami umieszczono dwa telebimy o powierzchni 400 m² każdy.

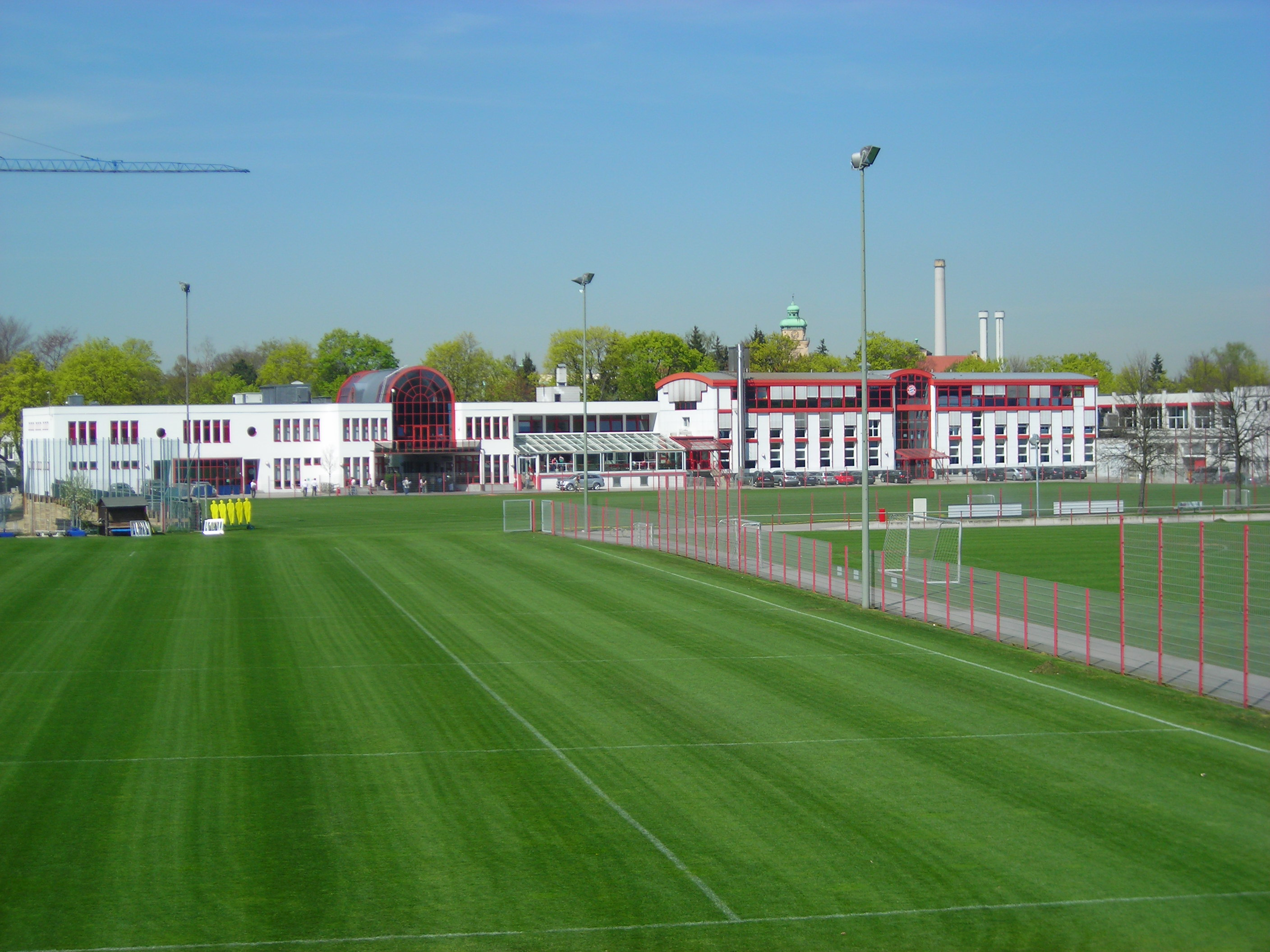
Obiekty treningowe

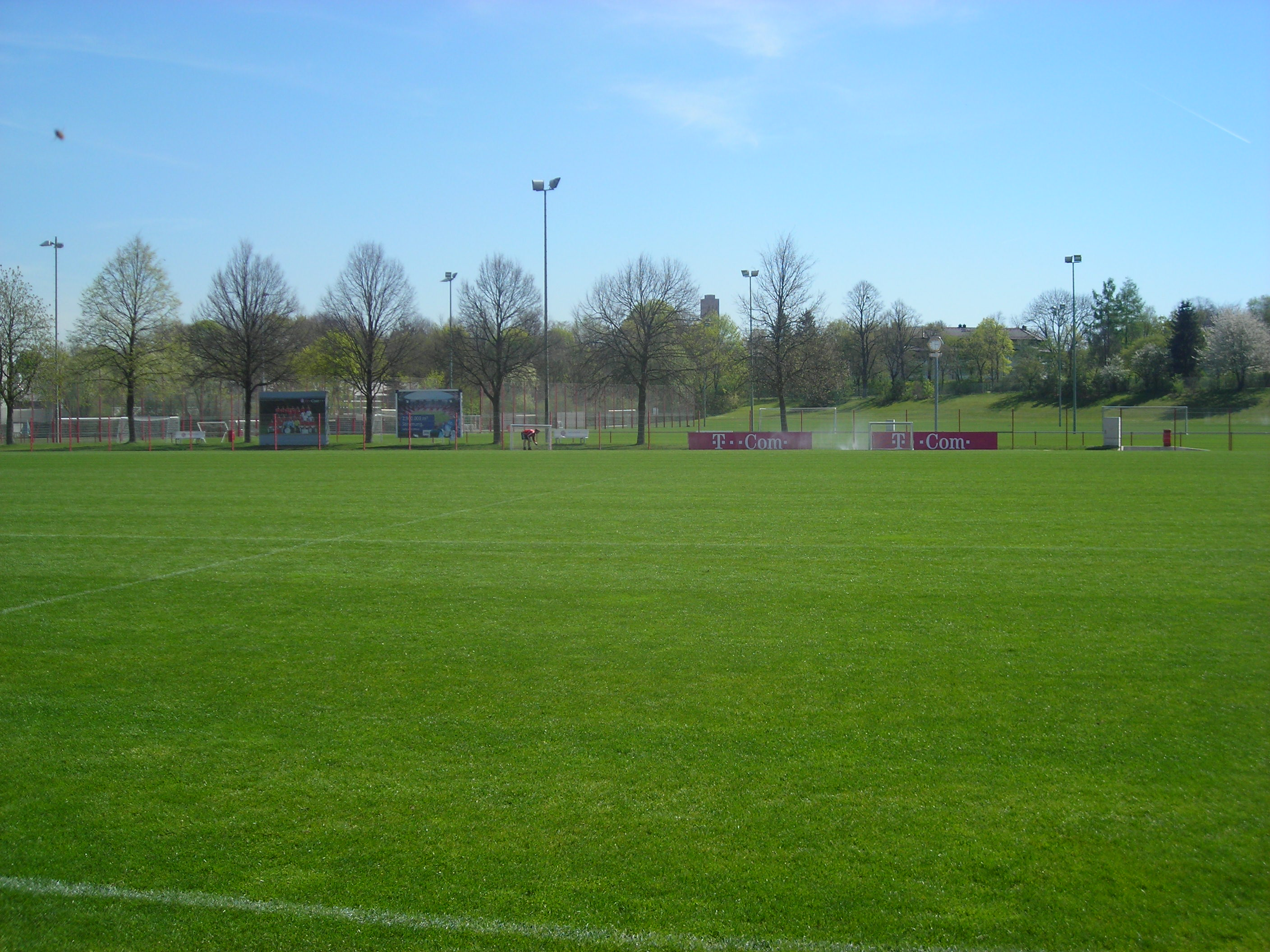
Treningowe boisko Bayernu

To co najbardziej wyróżnia tę konstrukcję w porównaniu z innymi obiektami sportowymi, to charakterystyczny dach i fasada stadionu. Są one zbudowane z 2874 bardzo cienkich, foliowych poduszek napełnionych suchym powietrzem o łącznej powierzchni 64 000 m². Jest to największa foliowa konstrukcja świata. Powietrze jest stale pompowane przez wentylatory umieszczone pod stadionem. Każda z poduszek może zostać oddzielnie podświetlona na biało, czerwono, bądź niebiesko, w różnych odcieniach tych barw. Stadion jest podświetlany na kolory zgodne z barwami gospodarzy. Podświetlenie stadionu kosztuje około 60 € na godzinę, a ogromna moc do tego zużyta sprawia, że w przejrzystą noc Allianz Arenę można dostrzec nawet z odległych o 75 km austriackich szczytów. Stadion posiada rozbudowaną infrastrukturę. Na jego terenie znajdują się m.in. trzy żłobki, dwa sklepy dla fanów – „Megastore” Bayernu liczący 800 m² oraz TSV 1860 – z 400 m² powierzchni sklepowej. Poza tym wokół stadionu działa 28 kiosków z artykułami dla kibiców. Znajdują się tu sale konferencyjne, pomieszczenia biurowe, także kilka restauracji, które zajmują łącznie powierzchnię ok. 6500 m². Do stadionu należy także czteropoziomowy parking na 10 500 samochodów i jest to jednocześnie największy samochodowy parking w Europie.

### Obiekty szkoleniowe
W ośrodku szkoleniowym Bayernu Monachium trenują zarówno drużyny juniorskie, jak i pierwszy zespół. Znajduje się on w siedzibie klubu. Znajdują się tam cztery boiska trawiaste, w tym jedno z podgrzewaną murawą, jedno boisko ze sztuczną murawą oraz wielofunkcyjna hala sportowa.
Ośrodek został otwarty w 1990 i przed sezonem 2007/08 przebudowany zgodnie z sugestiami ówczesnego szkoleniowca Jürgena Klinsmanna, który czerpał inspiracje z różnych utytułowanych klubów sportowych. W ośrodku znajdują się teraz m.in. centrum odnowy biologicznej, biura trenerów, szatnie oraz sala konferencyjna. Oprócz tego na jego terenie wybudowano kawiarnię, bibliotekę, pokój do e-learningu oraz pokój rodzinny.
W siedzibie Bayernu znajduje się także Akademia Młodzieżowa, a w niej m.in. domy dla talentów spoza miasta. Zawodnicy juniorskich zespołów mają tu warunki zapewniające im dobry piłkarski rozwój. W Akademii wychowali się tacy zawodnicy jak Owen Hargreaves, Bastian Schweinsteiger, Holger Badstuber i Thomas Müller.

## Prezesi w historii

### Lista prezydentów Klubu[108]
| Lp. | Imię i nazwisko     | Okres urzędowania | Okres urzędowania |
| --- | ------------------- | ----------------- | ----------------- |
| 1.  | Franz John          | 1900              | 1903              |
| 2.  | Willem Hesselink    | 1903              | 1906              |
| 3.  | Angelo Knorr        | 1906              | 1907              |
| 4.  | Kurt Mueller        | 1907              | 1908              |
| 5.  | Angelo Knorr        | 1908              | 1909              |
| 6.  | Otto Wagner         | 1909              | 1910              |
| 7.  | Angelo Knorr        | 1910              | 1913              |
| 8.  | Kurt Landauer       | 1913              | 1914              |
| 9.  | Fred Dunn           | 1914              | 1915              |
| 10. | Hans Tusch          | 1915              | 1915              |
| 11. | Fritz Meier         | 1915              | 1915              |
| 12. | Hans Bermühler      | 1916              | 1916              |
| 13. | Fritz Meier         | 1916              | 1919              |
| 14. | Kurt Landauer       | 1919              | 1921              |
| 15. | Fred Dunn           | 1921              | 1922              |
| 16. | Kurt Landauer       | 1922              | 1933              |
| 17. | Siegfried Herrmann  | 1933              | 1934              |
| 18. | Karlheinz Oettinger | 1934              | 1935              |
| 19. | Richard Amesmaier   | 1935              | 1937              |

| Lp. | Imię i nazwisko     | Okres urzędowania | Okres urzędowania |
| --- | ------------------- | ----------------- | ----------------- |
| 20. | Franz Nusshart      | 1937              | 1938              |
| 21. | Josef Kellner       | 1938              | 1943              |
| 22. | Josef Sauter        | 1943              | 1945              |
| 23. | Xaver Heilmannseder | 1945              | 1945              |
| 24. | Josef Bayer         | 1945              | 1947              |
| 25. | Kurt Landauer       | 1947              | 1951              |
| 26. | Julius Scheuring    | 1951              | 1953              |
| 27. | Adolf Fischer       | 1953              | 1955              |
| 28. | Karl Wild           | 1955              | 1955              |
| 29. | Hugo Theisinger     | 1955              | 1955              |
| 30. | Alfred Reitlinger   | 1955              | 1958              |
| 31. | Roland Endler       | 1958              | 1962              |
| 32. | Wilhelm Neudecker   | 1962              | 1979              |
| 33. | Willi O. Hoffmann   | 1979              | 1985              |
| 34. | Fritz Scherer       | 1985              | 1994              |
| 35. | Franz Beckenbauer   | 1994              | 2009              |
| 36. | Uli Hoeness         | 2009              | 2014              |
| 37. | Karl Hopfner        | 2014              | 2016              |
| 38. | Uli Hoeness         | 2016              | 2019              |
| 39. | Herbert Hainer      | 2019              | obecnie           |

## Władze Klubu

### FC Bayern MonachiumAG[109]
Rada Dyrektorów
| Imię i nazwisko       | Funkcja                        |
| --------------------- | ------------------------------ |
| Jan-Christian Dreesen | Dyrektor Generalny             |
| Dr Michael Diederich  | Zastępca Dyrektora Generalnego |
| Andreas Jung          | Członek Zarządu                |

Rada nadzorcza
| Imię i nazwisko       | Funkcja                            |
| --------------------- | ---------------------------------- |
| Herbert Hainer        | Prezydent FC Bayern Monachium e.V. |
| Dr. Jan Heinemann     | Dyrektor ds. zgodności Adidas AG   |
| Markus Duesmann       | Dyrektor generalny Audi AG         |
| Dr. Werner Zedelius   | Starszy doradca Allianz SE         |
| Dr. Michael Diederich | Rzecznik zarządu UniCredit Bank AG |

| Imię i nazwisko        | Funkcja                                        |
| ---------------------- | ---------------------------------------------- |
| Uli Hoeness            | Honorowy Prezydent FC Bayern Monachium e.V.    |
| Thorsten Langheim      | Członek zarządu Deutsche Telekom AG            |
| Prof. Dr. Dieter Mayer | Wiceprezydent FC Bayern Monachium e.V.         |
| Dr. Edmund Stoiber     | Były premier Bawarii                           |
| Karl-Heinz Rummenigge  | Były Dyrektor Generalny FC Bayern Monachium AG |

### FC Bayern Monachiume.V.[109]
| Przedsiębiorstwo       | Funkcja                |
| ---------------------- | ---------------------- |
| Herbert Hainer         | Prezydent Klubu        |
| Prof. Dr. Dieter Mayer | I Wiceprezydent Klubu  |
| Walter Mennekes        | II Wiceprezydent Klubu |
| Benjamin Folkmann      | Dyrektor zarządzający  |
| Christopher Bruder     | Dyrektor finansowy     |
| Jasmin Gassner         | Dyrektor ds. obsługi   |
| Kirsten Hasenpusch     | Konsultant Klubu       |
| Elke Keller            | Asystent wykonawczy    |
| Britta Martin          | Asystent wykonawczy    |

### Honorowi Prezydenci Klubu[109]
- Franz John
- Kurt Landauer
- Siegfried Herrmann
- Wilhelm Neudecker
- Franz Beckenbauer
- Uli Hoeness

### Honorowi Wiceprezydenci Klubu[109]
- Fritz Scherer
- Bernd Rauch
- Karl Pfab
- Hans Schiefele

### Ambasadorzy klubu[109]
- Lothar Matthäus
- Bixente Lizarazu
- Giovane Elber
- Klaus Augenthaler
- Hans Pflügler
- Claudio Pizarro

## Trenerzy

### Dotychczasowi trenerzy
Od chwili awansu do Bundesligi w 1965 Bayern prowadziło 22 trenerów. Udo Lattek, Franz Beckenbauer, Giovanni Trapattoni, Ottmar Hitzfeld prowadzili zespół dwukrotnie, a Jupp Heynckes czterokrotnie.
| Nr  | Trener              | Od       | Do       | Dni  | Sukcesy | Sukcesy |
| --- | ------------------- | -------- | -------- | ---- | ------- | ------- |
| 1   | Zlatko Čajkovski    | 01/07/63 | 30/06/68 | 1096 | 3       |         |
| 2   | Branko Zebec        | 01/07/68 | 13/03/70 | 621  | 2       |         |
| 3   | Udo Lattek          | 14/03/70 | 02/01/75 | 1756 | 5       |         |
| 4   | Dettmar Cramer      | 16/01/75 | 01/12/77 | 1051 | 3       |         |
| 5   | Gyula Lorant        | 02/12/77 | 28/02/79 | 454  | –       |         |
| 6   | Pal Csernai         | 01/03/79 | 16/05/83 | 1538 | 3       |         |
| 7*  | Reinhard Saftig     | 17/05/83 | 30/06/83 | 45   | –       |         |
| 8   | Udo Lattek          | 01/07/83 | 30/06/87 | 1461 | 5       |         |
| 9   | Jupp Heynckes       | 01/07/87 | 08/10/91 | 1561 | 4       |         |
| 10  | Søren Lerby         | 09/10/91 | 11/03/92 | 155  | –       |         |
| 11  | Erich Ribbeck       | 12/03/92 | 27/12/93 | 656  | –       |         |
| 12  | Franz Beckenbauer   | 07/01/94 | 30/06/94 | 175  | 1       |         |
| 13  | Giovanni Trapattoni | 01/07/94 | 30/06/95 | 365  | –       |         |
| 14  | Otto Rehhagel       | 01/07/95 | 27/04/96 | 302  | –       |         |
| 15* | Franz Beckenbauer   | 29/04/96 | 30/05/96 | 63   | 1       |         |
| 16  | Giovanni Trapattoni | 01/07/96 | 30/06/98 | 730  | 3       |         |
| 17  | Ottmar Hitzfeld     | 01/07/98 | 30/06/04 | 2192 | 11      |         |
| 18  | Felix Magath        | 01/07/04 | 31/01/07 | 945  | 5       |         |
| 19  | Ottmar Hitzfeld     | 01/02/07 | 30/06/08 | 516  | 3       |         |
| 20  | Jürgen Klinsmann    | 01/07/08 | 27/04/09 | 302  | –       |         |
| 21* | Jupp Heynckes       | 27/04/09 | 31/05/09 | 35   | –       |         |
| 22  | Louis van Gaal      | 01/07/09 | 10/04/11 | 649  | 3       |         |
| 23* | Andries Jonker      | 10/04/11 | 01/06/11 | 125  | –       |         |
| 24  | Jupp Heynckes       | 01/07/11 | 30/06/13 | 730  | 4       |         |
| 25  | Josep Guardiola     | 01/07/13 | 30/06/16 | 1095 | 7       |         |
| 26  | Carlo Ancelotti     | 01/07/16 | 28/09/17 | 454  | 3       |         |
| 27* | Willy Sagnol        | 28/09/17 | 06/10/17 | 8    | –       |         |
| 28  | Jupp Heynckes       | 06/10/17 | 30/06/18 | 264  | 1       |         |
| 29  | Niko Kovač          | 01/07/18 | 03/11/19 | 490  | 3       |         |
| 30  | Hans-Dieter Flick   | 03/11/19 | 30/06/21 | 605  | 7       |         |
| 31  | Julian Nagelsmann   | 01/07/21 | 24/03/23 | 631  | 3       |         |
| 32  | Thomas Tuchel       | 24/03/23 | 30/06/24 | 463  | 1       |         |
| 33  | Vincent Kompany     | 01/07/24 | –        | 302  | 1       |         |

* Trenerzy tymczasowi

## Sztab szkoleniowy
Sztab szkoleniowy i medyczny w sezonie 2024/2025
| Funkcja                         | Imię i nazwisko    |
| ------------------------------- | ------------------ |
| Trener                          | Vincent Kompany    |
| Asystent                        | Aaron Danks        |
| Asystent                        | Floribert N'Galula |
| Asystent                        | René Maric         |
| Trener bramkarzy                | Michael Rechner    |
| Trener bramkarzy                | Andreas Rössl      |
| Trener analityk                 | Michael Niemeyer   |
| Trener analityk                 | Vitus Angerer      |
| Trener przygotowania fizycznego | Simon Martinello   |
| Trener przygotowania fizycznego | Stephan Kerth      |

| Funkcja                         | Imię i nazwisko   |
| ------------------------------- | ----------------- |
| Trener przygotowania fizycznego | Bram Geers        |
| Trener przygotowania fizycznego | Markus Murrer     |
| Trener ds. rehabilitacji        | Peter Schlösser   |
| Trener ds. rehabilitacji        | Simon Martinello  |
| Analityk materiałów wideo       | Soner Mansuroglu  |
| Analityk meczowy                | Maximilian Schwab |
| Analityk meczowy                | Michael Cuper     |
| Analityk meczowy                | Giacomo Stey      |
| Dominik Straßer                 | Florian Brandner  |

## Zawodnicy w historii

### Wybitni gracze
W swoim pożegnalnym spotkaniu Oliver Kahn został wybrany na honorowego kapitana Bayernu Monachium. Sylwetki zawodników przedstawionych poniżej są częścią muzeum zasłużonych Bayernu Monachium.
- 1970:

Franz Beckenbauer (OB), Paul Breitner (PO), Dieter Hoeneß (NA), Uli Hoeneß (NA), Sepp Maier (BR), Gerd Müller (NA), Hans-Georg Schwarzenbeck (OB)
- 1980:

Klaus Augenthaler (OB), Karl-Heinz Rummenigge (NA), Roland Wohlfarth (NA)
- 1990:

Stefan Effenberg (PO), Lothar Matthäus (OB/PO), Jürgen Klinsmann (NA), Mario Basler (PO)
- 2000:

Giovane Elber (NA), Bixente Lizarazu (OB), Mehmet Scholl (PO)
- 2010:

Philipp Lahm (OB)

### Kapitanowie

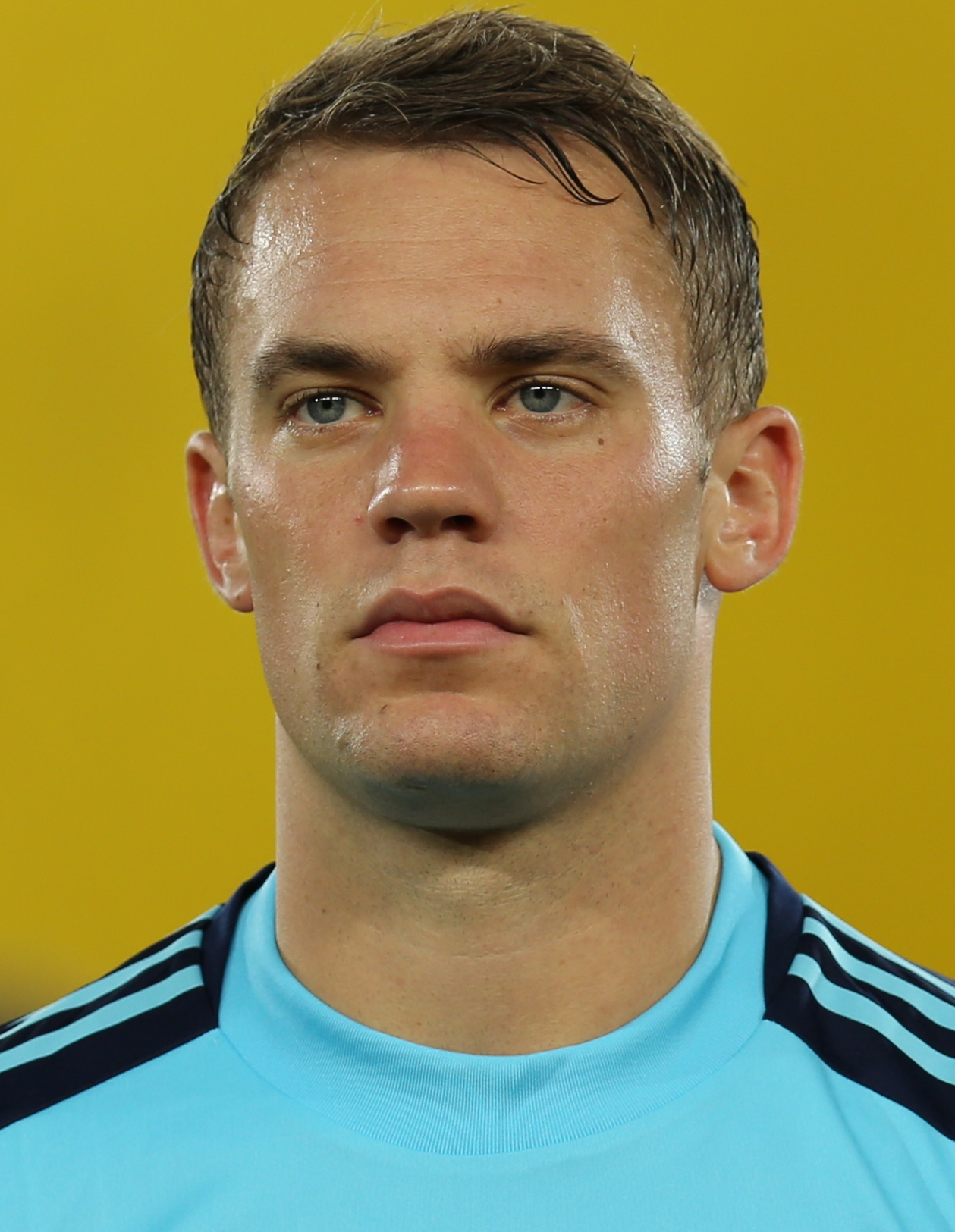
Manuel Neuer – obecny kapitan Bayernu Monachium

Po tym, jak po sezonie 2007/08 karierę zakończył dotychczasowy kapitan Oliver Kahn, Jürgen Klinsmann na jego następcę wybrał Marka van Bommela. Van Bommel został pierwszym kapitanem Bayernu Monachium bez niemieckiego obywatelstwa. W sezonie 2009/10 menadżer Louis van Gaal postanowił podtrzymać decyzję Klinsmanna i van Bommel zachował opaskę kapitańską.
| Lata         | Kapitan                                  |
| ------------ | ---------------------------------------- |
| 1965–1970    | Werner Olk (OB)                          |
| 1970–1977    | Franz Beckenbauer (OB)                   |
| 1977–1979    | Sepp Maier (BR)                          |
| 1979         | Gerd Müller (NA)                         |
| 1979–1980    | Georg Schwarzenbeck (OB)                 |
| 1980–1983    | Paul Breitner (PO)                       |
| 1983–1984    | Karl-Heinz Rummenigge (NA)               |
| 1984–1991    | Klaus Augenthaler (OB)                   |
| 1991–1994    | Raimond Aumann (BR)                      |
| 1994–1996    | Lothar Matthäus (OB)                     |
| 1997–1999    | Thomas Helmer (OB)                       |
| 1999–2002    | Stefan Effenberg (PO) / Oliver Kahn (BR) |
| 2002–2008    | Oliver Kahn (BR)                         |
| 2008–2011    | Mark van Bommel (PO)                     |
| 2011–2017    | Philipp Lahm (OB)                        |
| 2017–obecnie | Manuel Neuer (BR)                        |

## Obecny skład
Stan na 4 sierpnia 2025
| Nr | Poz. | Piłkarz                     |
| -- | ---- | --------------------------- |
| 1  | BR   | Manuel Neuer (kapitan)      |
| 2  | OB   | Dayot Upamecano             |
| 3  | OB   | Kim Min-jae                 |
| 4  | OB   | Jonathan Tah                |
| 6  | PO   | Joshua Kimmich (2. kapitan) |
| 7  | NA   | Serge Gnabry                |
| 8  | PO   | Leon Goretzka               |
| 9  | NA   | Harry Kane                  |
| 10 | PO   | Jamal Musiala               |
| 11 | NA   | Kingsley Coman              |
| 14 | NA   | Luis Díaz                   |
| 17 | NA   | Michael Olise               |
| 19 | OB   | Alphonso Davies             |
| 20 | PO   | Tom Bischof                 |
| 21 | OB   | Hiroki Itō                  |

| Nr | Poz. | Piłkarz             |
| -- | ---- | ------------------- |
| 22 | OB   | Raphaël Guerreiro   |
| 23 | OB   | Sacha Boey          |
| 24 | PO   | Paul Wanner         |
| 26 | BR   | Sven Ulreich        |
| 27 | PO   | Konrad Laimer       |
| 28 | OB   | Tarek Buchmann      |
| 30 | OB   | Cassiano Kiala      |
| 40 | BR   | Jonas Urbig         |
| 41 | NA   | Jonah Kusi-Asare    |
| 44 | OB   | Josip Stanišić      |
| 45 | PO   | Aleksandar Pavlović |
| 46 | PO   | Lennart Karl        |
| 47 | PO   | David Santos Daiber |
| 48 | BR   | Leon Klanac         |

### Wypożyczeni
| Nr | Poz. | Piłkarz                                                    |
| -- | ---- | ---------------------------------------------------------- |
|    | NA   | Arijon Ibrahimović (w 1. FC Heidenheim do 30 czerwca 2026) |
|    | PO   | Maurice Krattenmacher (w Herthcie BSC do 30 czerwca 2026)  |
|    | BR   | Alexander Nübel (w VfB Stuttgart do 30 czerwca 2026)       |
|    | PO   | João Palhinha (w Tottenhamie Hotspur do 30 czerwca 2026)   |
|    | BR   | Daniel Peretz (w Hamburgerze SV do 30 czerwca 2026)        |
|    | NA   | Armindo Sieb (w Mainz do 30 czerwca 2026)                  |
|    | PO   | Lovro Zvonarek (w Grasshoppers do 30 czerwca 2025)         |

### Numery zastrzeżone
| Nr | Poz. | Piłkarz               |
| -- | ---- | --------------------- |
| 5  | OB   | Franz Beckenbauer     |
| 12 |      | kibice (12. zawodnik) |

## Sponsorzy

### Sponsorzy techniczni i główni[117]
| lata      | sponsor techniczny | sponsor główny   |
| --------- | ------------------ | ---------------- |
| 1974–1975 | Adidas             | Adidas           |
| 1979–1980 | Adidas             | Magirus-Deutz    |
| 1980–1984 | Adidas             | Iveco            |
| 1984–1989 | Adidas             | Commodore        |
| 1989–2002 | Adidas             | Opel             |
| 2002–     | Adidas             | Deutsche Telekom |

### Sponsorzy i partnerzy w sezonie 2021/2022[118]
FC Bayern Monachium e.V. jest głównym udziałowcem FC Bayern Monachium AG. Towarzystwo zarejestrowane FC Bayern Monachium e.V. posiada 75 procent udziałów. Pozostałe udziały (8,33 procent każdy) należą do wieloletnich partnerów klubu: Adidas AG, Audi AG i Allianz SE.
| Przedsiębiorstwo | Funkcja                                  |
| ---------------- | ---------------------------------------- |
| Deutsche Telekom | Partner główny i udziałowiec             |
| Adidas AG        | Partner główny, techniczny i udziałowiec |
| Audi AG          | Partner główny i udziałowiec             |
| Allianz SE       | Partner główny i udziałowiec             |
| HYLO             | Partner platynowy                        |
| HVB              | Partner platynowy                        |
| Konami           | Partner platynowy                        |
| Paulaner         | Partner platynowy                        |
| Qatar Airways    | Partner platynowy                        |
| SAP SE           | Partner platynowy                        |
| SIEMENS AG       | Partner platynowy                        |
| tipico           | Partner platynowy                        |
| Coca-Cola        | Partner złoty                            |
| Einhell          | Partner złoty                            |

| Przedsiębiorstwo     | Funkcja           |
| -------------------- | ----------------- |
| MAN                  | Partner złoty     |
| P&G                  | Partner złoty     |
| Adelholzener         | Oficjalny partner |
| Bayern 3             | Oficjalny partner |
| STRAUSS              | Oficjalny partner |
| Gigaset              | Oficjalny partner |
| BOSS                 | Oficjalny partner |
| hülsta               | Oficjalny partner |
| Istrien              | Oficjalny partner |
| Miele                | Oficjalny partner |
| SIEMENS Healthineers | Oficjalny partner |
| THERAGUN             | Oficjalny partner |
| VARTA                | Oficjalny partner |
| vejo                 | Oficjalny partner |
| Veuve Clicquot       | Oficjalny partner |

## Inne sekcje klubu

### Juniorzy
W juniorskich zespołach Bayernu Monachium wychowało się wielu znanych później w Europie zawodników, m.in. Owen Hargreaves, Thomas Hitzlsperger, Philipp Lahm i Bastian Schweinsteiger. Sekcja ta została utworzona w 1902, zaś obecnie zajmują się nią Werner Kern i Björn Andersson. Ogólnie Bayern posiada jedenaście zespołów juniorskich, w których występuje w sumie 170 zawodników (od lat 10 wzwyż).
Drużyny juniorów Bayern Monachium w sezonie 2017/18 występują w:
- Drużyna U-19 w Bundeslidze Süd/Südwest (1. poziom).
- Drużyna U-17 w Bundeslidze Süd/Südwest (1. poziom).
- Drużyna U-15 w Regionallidze Süd (1. poziom).

### Piłka nożna kobiet
Drużyna kobiet Bayern Monachium w sezonie 2024/25 występuje w Bundeslidze kobiet (1. poziom).
Sekcja ta powstała w 1970 i obecnie obejmuje 4 zespoły, w których występuje 90 zawodniczek. Drużyna kobiet prowadzona jest przez Thomasa Wörle. W sezonach 2014/15 i 2015/16 zespół zdobył mistrzostwo Bundesligi kobiet. Największym sukcesem kobiecej drużyny było także zdobycie Mistrzostwa Niemiec w 1976.

#### Stadion
Klub rozgrywa swoje mecze domowe na stadionie Grünwalder Stadion w mieście Monachium, który może pomieścić 12,500 widzów.

#### Sukcesy
- Mistrzostwo Niemiec kobiet:
  - zdobywca: 1976, 2015, 2016, 2021, 2023, 2024 i 2025.
- Oberliga Bayern kobiet (III):
  - mistrzostwo: 1972–1990 (19 razy z rzędu), 2000 i 2004
- DFB-Pokal (Puchar Niemiec kobiet):
  - zdobywca: 2012.
- Bundesliga Cup (Puchar Bundesligi kobiet):
  - zdobywca: 2003 i 2011.
- Bayern Cup (Puchar Bawarii kobiet):
  - zdobywca: 1982, 1984, 1985, 1986, 1987, 1988, 1989 i 1990.

#### Profil klubu
- FC Bayern München, [w:] baza Soccerway (drużyny) [dostęp 2021-01-02].

### Inne sekcje sportowe
Bayern ma swoich przedstawicieli także w innych sportach:
- Koszykówka od 1946 z 280 zawodnikami w 19 zespołach – zobacz: Bayern Monachium (koszykówka)
- Kręgle od 1984 z 46 zawodnikami w 4 zespołach
- Szachy od 1908 z 97 zawodnikami w 8 zespołach – zobacz: Bayern Monachium (szachy)
- Gimnastyka od 1974 z 35 gimnastykami w 1 zespole
- Piłka ręczna od 1945 z 300 zawodnikami w 10 zespołach
- Tenis stołowy od 1946 z 160 zawodnikami w 12 zespołach
- Sędziowie sportowi od 1919 w 115 sędziami
- Seniorska piłka nożna od 2002 z 135 zawodnikami w 5 zespołach